# Список эпизодов телесериала «Милые обманщицы»
Список серий USA молодёжной драмы «Милые обманщицы» (англ. Pretty Little Liars). Сериал основан на одноимённой серии романов писательницы Сары Шепард. Премьера телесериала состоялась на канале ABC Family 8 июня 2010 года. Сначала было решено выпустить 10 эпизодов, но 28 июня канал решил продлить первый сезон в связи с высокими рейтингами сериала и заказал ещё 12 эпизодов. 4 октября 2012 года ABC Family продлил шоу на четвёртый сезон, а 26 марта 2013 года на пятый сезон. Также было объявлено о спин-оффе сериала под названием «Рейвенсвуд», который вышел в октябре 2013 года. В 2014 году было объявлено, что сериал официально продлён на шестой и седьмой сезоны. В ноябре 2014 Люси Хейл, исполнительница роли Арии, подтвердила, что седьмой сезон станет для сериала заключительным.

## Обзор сезонов
| Сезон | Сезон | Эпизоды | Оригинальная дата показа | Оригинальная дата показа | Рейтинг Нильсена | Рейтинг Нильсена |
| Сезон | Сезон | Эпизоды | Премьера сезона          | Финал сезона             | Зрители (млн)    | Доля (18-49)     |
| ----- | ----- | ------- | ------------------------ | ------------------------ | ---------------- | ---------------- |
|       | 1     | 22      | 8 июня 2010              | 21 марта 2011            | 2,87             | 1,0              |
|       | 2     | 25      | 14 июня 2011             | 19 марта 2012            | 2,68             | 1,0              |
|       | 3     | 24      | 5 июня 2012              | 19 марта 2013            | 2,59             | 1,1              |
|       | 4     | 24      | 11 июня 2013             | 18 марта 2014            | 2,53             | 1,1              |
|       | 5     | 25      | 10 июня 2014             | 24 марта 2015            | 2,01             | 0,9              |
|       | 6     | 20      | 2 июня 2015              | 15 марта 2016            | 1,72             | 0,8              |
|       | 7     | 20      | 21 июня 2016             | 27 июня 2017             | 1.11             | 0.6              |

## Список серий

### Сезон 1 (2010—2011)
| № общий | № в сезоне | Название                                                                                               | Режиссёр            | Автор сценария                     | Дата премьеры   | Зрители в США (млн) |
| --- | ---------- | --- | ------------------- | ---------------------------------- | --------------- | ------------------- |
| 1 | 1          | «Пилотная серия» «Pilot»                                                                               | Лесли Линка Глаттер | А. Марлин Кинг                     | 8 июня 2010     | 2,47                |
| Случается так, что лучшая подруга милых обманщиц, Элисон, пропала. А девушки в свой адрес начинают получать сообщения от человека с загадочным именем «А». Этот незнакомец собирается раскрыть все тайны подруг, пока известные только Элисон. Подруги первоначально думают, что сообщения присылает сама Элисон, однако вскоре они понимают, что это неправда. Ария знакомится с обаятельным парнем, оказывающимся её учителем, сестра Спенсер Мелисса знакомит её со своим женихом Реном, Эмили помогает своей новой соседке Майе, переехавшей в дом Эли, а Ханна (одна из самых популярных девушек в школе Роузвуда) попадается на мелкой краже. |            | |                     |                                    |                 |                     |
| 2 | 2          | «История Дженны» «The Jenna Thing»                                                                     | Лиз Фридлендер      | А. Марлин Кинг                     | 15 июня 2010    | 2,48                |
| Ария, Ханна, Эмили и Спенсер вновь получают загадочные послания на свою почту. Девушки вспоминают о несчастном случае с Дженной Маршалл, которая потеряла возможность видеть. Ария продолжает общаться с преподавателем Эзрой. Байрон, муж Эллы, поддерживает отношения с Мередит. Эмили встретилась с Майей. |            | |                     |                                    |                 |                     |
| 3 | 3          | «Убить насмехающуюся девчонку» «To Kill a Mocking Girl»                                                | Элоди Кин           | Оливер Голдстик                    | 22 июня 2010    | 2,74                |
| Героини теперь постоянно получают текстовые сообщения, электронные письма и заметки от таинственного «А». Они теряются в догадках, кто же может быть их автором, и подозревают разных людей. Некоторые жители Роузвуда кажутся им виновными, но вот они ли являются «А», либо этот таинственный «А» хочет запутать, пока неизвестно. Девушки всё ещё думают, что за этим стоит Элисон, но, призадумавшись сильнее, опять не видят никого. Многие их тайны раскрываются, и из-за этого у обманщиц начинаются неприятности. |            | |                     |                                    |                 |                     |
| 4 | 4          | «Теперь-то ты меня слышишь?» «Can You Hear Me Now?»                                                    | Норман Бакли        | Джозеф Дагерти                     | 29 июня 2010    | 2,08                |
| Получая всё большее количество писем и записок от «А», лгуньи делают так, как сказано в этих записках. В Роузвуд прибывает отец Ханны. Элла Монтгомери делает попытки наладить отношения со своей дочерью Арией после известия об амурной связи её мужа Байрона с женщиной по имени Мередит, также она узнаёт о том, что Арии обо всём известно. Эмили вместе с Майей Сен-Жермен тайно встречаются, однако в примечаниях от «А», адресованных ей, говорится о том, что лучше ей оставаться хорошей девочкой. Спенсер всё также соперничает со своей сестрой Мелиссой за право обладания первым местом у родителей, а вот Ханна и Мона проверяют свою дружбу небольшим испытанием. |            | |                     |                                    |                 |                     |
| 5 | 5          | «Реальность кусается» «Reality Bites Me»                                                               | Венди Станцлер      | Брайан Холдмен                     | 6 июля 2010     | 2,62                |
| Ария забывает свой сотовый телефон в квартире Эзры, и, прочитав сообщение от «А», он решает во всём разобраться. Ханна работает в офисе дантиста, чтобы заплатить за ущерб, который она нанесла автомобилю Шона, и получает некоторую новую информацию об одном из её друзей. Эмили скрывает свою дружбу с Тоби. |            | |                     |                                    |                 |                     |
| 6 | 6          | «Нет ничего лучше возвращения домой» «There's No Place Like Homecoming»                                | Норман Бакли        | Майя Голдсмит                      | 13 июля 2010    | 2,69                |
| «Нет ничего лучше бала. Встретимся там», – такое сообщение присылает «А». И действительно, ведётся подготовка к празднику. Очень важно найти файл Дженны, чтобы узнать, есть ли там компромат, и готовится ли отмщение за смерть Элисон. Что намерены предпринять Дженна и Тоби? |            | |                     |                                    |                 |                     |
| 7 | 7          | «Праздничное похмелье» «The Homecoming Hangover»                                                       | Крис Грисмер        | Тамар Лэдди                        | 20 июля 2010    | 2,55                |
| Брат Арии, Майк, чувствует, что его родители отдаляются друг от друга, что приводит к тому, что он дерётся в школе. Эмили решает попробовать встречаться с Майей. «А» подбирает документы, содержащие файлы Тоби Кавано, которые девушки бросили в реку. |            | |                     |                                    |                 |                     |
| 8 | 8          | «Пожалуйста, говорите обо мне, когда я уйду» «Please, Do Talk About Me When I'm Gone»                  | Арлин Сэнфорд       | Джозеф Дагерти                     | 27 июля 2010    | 2,52                |
| Всплывает новая информация о дне смерти Элисон, и некоторый компромат обнаруживается у её брата Джейсона. Ария соглашается познакомиться с другом Шона Ноэлем и понимает, что он весьма симпатичен. Из-за финансовых проблем Эшли Мэрин уменьшает лимит на кредитной карте Ханны, и она вынуждена выставить часть своих вещей на онлайн-аукцион. Девочки начинают готовиться ко дню памяти Элисон. Этой же ночью некий человек разрушает её мемориал. |            | |                     |                                    |                 |                     |
| 9 | 9          | «Идеальный шторм» «The Perfect Storm»                                                                  | Джеми Бэббит        | Оливер Голдстик                    | 3 августа 2010  | 2,55                |
| Начинается ужасный шторм, и все оказываются в ловушке в школе, где и происходит сразу несколько весьма интересных и откровенных бесед. Лукас пытается сказать что-то Ханне. Возможно, именно Лукас был на мемориале Элисон. |            | |                     |                                    |                 |                     |
| 10 | 10         | «Держи своих друзей близко» «Keep Your Friends Close»                                                  | Рон Лагомарсино     | А. Марлин Кинг                     | 10 августа 2010 | 3,07                |
| ФБР посещает город после того, как обнаружена новая улика, связанная с исчезновением Элисон. Последнее из того, что хотят сделать девочки — поход на вечеринку, где будут праздновать день рождения Моны. Неожиданно приходит сообщение о том, что «А» также будет присутствовать на вечеринке, Спенсер думает, что это шанс покончить со всеми угрозами. Мона в лагере хочет развеселить девушек, однако эта шутка вечером принимает неожиданный поворот. Мэрин находится в затруднительном финансовом положении, что толкает её на крайние меры. |            | |                     |                                    |                 |                     |
| 11 | 11         | «Мгновения спустя» «Moments Later»                                                                     | Норман Бакли        | Джозеф Дагерти                     | 3 января 2011   | 4,22                |
| Ханну сбивает машина. На экране появляется силуэт — возможно, это и есть «А». В список преступлений «А» можно включить также угон автомобиля, того самого, на котором сбили Ханну. Ария видит на парковке фигуру человека. Чуть позже станет известно, кто это был, развязка окажется неожиданной. Тоби вовсе не виноват в том, что случилось с Ханной, ведь в это время он находился в полиции. Ноэль Кан пытается убедиться, что с Ханной всё в порядке. Ему известно многое. Ханну посещают её мама, лучшие подруги, Мона и Лукас. Ария рассказывает подругам о взаимоотношениях с Эзрой. Они разочарованы тем, что она водила их за нос. Эмили раскрывает свой секрет подругам и родителям. Эзра обеспокоен надписью на машине «Я вижу вас». Появляется Йен, что совсем не радует Спенсер. У Ханны множество посетителей, и среди них Элисон. |            | |                     |                                    |                 |                     |
| 12 | 12         | «Соль на рану» «Salt Meets Wound»                                                                      | Норман Бакли        | Оливер Голдстик                    | 10 января 2011  | 3,21                |
| Возвращение Ханны домой превращается в настоящий кошмар — она находится в инвалидной коляске, а таинственный повсюду её преследует. Девушки делают попытки развеселить подругу, хотя у самих полно проблем. Спенсер всё ещё под впечатлением от «сюрприза», устроенного Мелиссой, а также от отношений Мелиссы с Алексом, также весьма проблемных. Эмили всё ещё надеется на то, что её родные примут Майю. Ария и Эзра в это время подвергаются шантажу со стороны одного из студентов. Эмили приглашает Майю к себе на ужин, который должен состояться вместе с родителями. «А» присылает весьма грубое послание в адрес Алекса, после чего у него возникают проблемы со Спенсер. |            | |                     |                                    |                 |                     |
| 13 | 13         | «Знай своих лже-друзей» «Know Your Frenemies»                                                          | Рон Лагомарсино     | А. Марлин Кинг                     | 17 января 2011  | 2,99                |
| События, происходящие в Роузвуде, подвергаются множеству неприятностей. Ноэль также шантажирует Эзру, и теперь он вместе с Арией чувствует, что ситуация безвыходна. Эмили вынуждена противостоять матери, ведь та против её дружбы с Майей. Спенсер пытается справиться с браком Мелиссы и Йена и с тем, что всё больше доказательств находится тому, что есть связь между Элисон и Йеном. Девушки получают помощь от неожиданного источника, и теперь у них появляется надежда на светлое будущее. Тем временем «А» напоминает Ханне о некоторых старых привычках и о краже денег. |            | |                     |                                    |                 |                     |
| 14 | 14         | «Осторожнее с желаниями» «Careful What U Wish 4»                                                       | Норман Бакли        | Тамар Лэдди                        | 24 января 2011  | 3,17                |
| Школа проводит подготовительные мероприятия перед началом танцевального марафона, проводимого с целью сбора денег для поездки учеников в столицу Америки. Эмили, Ханна, Ария и Спенсер в это время заняты иным делом. Ханна ищет работу, чтобы поправить финансовое положение семьи. Мысли Эмили о Майе, она хочет пообщаться с ней, и обращается за помощью к новому парню в школе — Калебу. Пропадает часть имущества, и Спенсер всё труднее становится находиться рядом с Йеном — теперь уже своим шурином. В это время Симона, ранее бывшая няней Арии, неожиданно посещает город. Вместо счастливого воссоединения для Арии наступает кошмар, когда Симона обращает своё внимание на Эзру. |            | |                     |                                    |                 |                     |
| 15 | 15         | «Если сначала у вас не получается, лгите, лгите снова» «If At First You Don’t Succeed, Lie, Lie Again» | Рон Лагомарсино     | Майя Голдсмит                      | 31 января 2011  | 3,19                |
| Девочки хотят наладить свою жизнь, но они не могут даже нормально сходить на свидание, ведь оно превращается в сплошную ссору. Эмили пытается справиться с девушкой из команды по плаванию (актриса Линдси Шоу), которая угрожает возвращению Эмили в команду. Эзра и Ария хотят провести первое открытое свидание. Ханна погрязла в игре «А», и попытка сделать следующий шаг может обернуться плохо для её подруги. «А» манипулирует и превращает жизнь в кошмар. Спенсер обращается к Джейсону — брату Эли, чтобы узнать больше о дне, когда она погибла, и сталкивается с неприятным прошлым. |            | |                     |                                    |                 |                     |
| 16 | 16         | «Я - друг» «Je Suis Une Amie»                                                                          | Крис Грисмер        | Брайан Холдмен                     | 7 февраля 2011  | 3,14                |
| У Роузвудских Акул проходит решающая встреча, она подготовлена для Ханны, Арии, Эмили и Спенсер, и принесёт множество потрясений. Эмили и Пейдж начинают второй этап своих отношений — теперь они соперничают за первое место в заплыве. Калеб очень заинтересован Ханной, а сама Ханна слишком много спрашивает о приобретённых в музей билетах, которые Ария получила от Эллы. Спенсер в это время занимается уроками у одноклассника, в надежде получить ответы на интересующие её вопросы. |            | |                     |                                    |                 |                     |
| 17 | 17         | «Новое нормальное» «The New Normal»                                                                    | Майкл Гроссман      | Джозеф Дагерти                     | 14 февраля 2011 | 2,35                |
| Что случится с вруньей Арией, когда во время родительского собрания её отец окажется рядом с любовью всей её жизни? Спенсер пытается сблизиться с невинным, но с запятнанной репутацией Тоби. Ханне хорошо с человеком, который не заслуживает особого доверия — это Калеб. Так или иначе, но «А» может кое-что рассказать об этом. |            | |                     |                                    |                 |                     |
| 18 | 18         | «Дурное семя» «The Badass Seed»                                                                        | Пол Лазарус         | Оливер Голдстик, Франческа Роллинз | 21 февраля 2011 | 2,90                |
| У обманщиц продолжают расти страхи и сомнения. Эмили, Ария, Ханна и Спенсер задумываются о том, как выглядит зло на самом деле. Ария руководит школьным спектаклем ради сближения с Эзрой. |            | |                     |                                    |                 |                     |
| 19 | 19         | «Находящийся под подозрением» «A Person of Interest»                                                   | Рон Лагомарсино     | А. Марлин Кинг, Джонелл Леннон     | 28 февраля 2011 | 2,69                |
| Полиция наблюдает за новыми подозреваемыми. На допрос вызывают Эмили, Арию, Ханну и Спенсер. Девушки находятся под пристальным вниманием полиции, хотя все улики указывают на Йена. У одних тайные отношения постепенно сходят на нет, а у других, наоборот, разгораются. |            | |                     |                                    |                 |                     |
| 20 | 20         | «Кто-то, наблюдающий за мной» «Someone to Watch Over Me»                                               | Арлин Санфорд       | Джозеф Дагерти                     | 7 марта 2011    | 2,95                |
| Окружающие подозревают Спенсер, девушкам предстоит понять истинное положение вещей, и они не одни в Роузвуде, у кого имеются тайны. Спенсер начинает вспоминать, что случилось в день, когда произошло убийство. |            | |                     |                                    |                 |                     |
| 21 | 21         | «Монстры в конце» «Monsters in the End»                                                                | Крис Грисмер        | Оливер Голдстик                    | 14 марта 2011   | 2,94                |
| Спенсер пытается доказать свою невиновность. «А» всё ещё пытает девочек так, что они теперь окончательно выбиты из колеи этими играми. |            | |                     |                                    |                 |                     |
| 22 | 22         | «По ком звонит колокол» «For Whom the Bell Tolls»                                                      | Лесли Линка Глаттер | А. Марлин Кинг                     | 21 марта 2011   | 3,64                |
| Эмили, Ария, Ханна и Спенсер кое-что знают о смерти Элисон, и они принимают решение покончить со всеми тайнами. У обманщиц есть видео и воспоминания о том злосчастном дне, когда всё произошло, только им нужно обратиться ещё к одному нежелательному источнику. |            | |                     |                                    |                 |                     |

### Сезон 2 (2011—2012)
| № общий | № в сезоне | Название                                                                                | Режиссёр            | Автор сценария                     | Дата премьеры   | Зрители в США (млн) |
| --- | ---------- | --------------------------------------------------------------------------------------- | ------------------- | ---------------------------------- | --------------- | ------------------- |
| 23 | 1          | «Живое» «It's Alive»                                                                    | Рон Лагомарсино     | А. Марлин Кинг                     | 14 июня 2011    | 3,68                |
| Родители девочек принимают решение отправить дочек на групповую терапию. Их консультирует доктор Энн Салливан, которая кажется добрым и заботливым человеком, которому действительно можно доверять. Однако, даже несмотря на это, девочки не хотят быть полностью честными с доктором. Эзра признаётся, что все ещё любит свою бывшую, Джеки. Арии приходит сообщение от «А», к которому прилагается фотография, взятая из квартиры Эзры. Аноним загадочно спрашивает в сообщении, чего не хватает. |            |                                                                                         |                     |                                    |                 |                     |
| 24 | 2          | «Прощальный взгляд» «The Goodbye Look»                                                  | Норман Бакли        | Джозеф Дагерти                     | 21 июня 2011    | 2,66                |
| Ария, Эмили, Ханна и Спенсер нуждаются друг в друге более, чем когда-либо. Лгуньи узнают, что Джейсон переехал в Роузвуд. Они думают, что это из-за того, что Элисон ворвалась в его комнату и узнала его секрет. Самара и Эмили начинают тусоваться вместе. Эмили пытается бороться с предстоящим переездом её семьи в Техас. Однако, когда спортивный скаут из колледжа подходит к ней, она понимает, что появилась возможность найти причины, чтобы остаться в Роузвуде. Она пытается убедить родителей, что спортивный скаут предлагает ей стипендию в колледже. Девушка просит у скаута официальное письмо с этим предложением, однако он не может ей дать гарантий. |            |                                                                                         |                     |                                    |                 |                     |
| 25 | 3          | «Моё имя — Неприятности» «My Name Is Trouble»                                           | Элоди Кин           | Оливер Голдстик                    | 28 июня 2011    | 2,78                |
| Спенсер видит сон, в котором «А» собирается атаковать всех девушек во время их совместного пребывания в кинотеатре. Её будит Мелисса, которая ищет обручальное кольцо. Спенсер начинает подозревать, что Мелисса разговаривает с Йеном, так как она выходит из комнаты, чтобы ответить на звонок. Папа Ханны остаётся в Роузвуде. Эмили пишет поддельные письма. Тоби начинает работать, чтобы накопить на грузовик и, наконец, уйти от своих родителей и сестры Дженны. |            |                                                                                         |                     |                                    |                 |                     |
| 26 | 4          | «Свидания вслепую» «Blind Dates»                                                        | Дин Уайт            | Чарльз Крэйг                       | 5 июля 2011     | 2,42                |
| Чтобы отпраздновать «принятие» Эмили в университет Дэнби, Пэм приглашает Самару на ужин. Лукас беспокоится о своей предстоящей встрече с Даниэль, поэтому просит Ханну привести Калеба. К сожалению, это влечёт за собой неприятные последствия, и Даниэль начинает думать, что Ханна интересуется Лукасом. Ханна пытается убедить Даниэль, что это не так, и между ними ничего нет. Она отправляется к терапевту. После того, как Лукас благодарит её за помощь с Даниэль, Ханна понимает, что больше не позволит Эли управлять своей жизнью. Йен найден мёртвым, а рядом с ним обнаружена предсмертная записка, в которой он признаётся в убийстве Элисон.              |            |                                                                                         |                     |                                    |                 |                     |
| 27 | 5          | «Дьявол, которого вы знаете» «The Devil You Know»                                       | Майкл Гроссман      | Майя Голдсмит                      | 12 июля 2011    | 2,42                |
| Эмили, Ария, Ханна и Спенсер узнают, что предсмертная записка Йена была не настоящая и просто состояла из текстовых сообщений «А». Брат Арии, Майк, пойман при попытке ворваться в дом Джейсона. Спенсер сообщает родителям, что они должны сделать официальные похороны Йена. Милые обманщицы присутствуют на похоронах, чтобы поддержать семью Хастингс. Мелисса говорит Спенсер, что её ребёнок — девочка. Ханна встречает приёмную мать Калеба, Джанет, и говорит, что если она не продолжит помогать Калебу деньгами, пока ему не исполнится 18 лет, то она подаст в суд на Джанет.                                                                                  |            |                                                                                         |                     |                                    |                 |                     |
| 28 | 6          | «Никогда не отпускать» «Never Letting Go»                                               | Дж. Миллер Тобин    | Брайан Холдмен                     | 19 июля 2011    | 2,53                |
| Накануне Благотворительного Фэшн шоу в Роузвуде Ария, Эмили, Ханна и Спенсер составляют шоу-программу на кровати Эмили. Спенсер слышит, как её отец на кого-то кричит по телефону. Когда её отец выходит на кухню перекусить, она пытается заговорить с ним. Лгуньи встречаются с Джессикой, мамой Эли, на обеде, несмотря на её неуклюжие отговорки. Показ начинается, и всё идёт нормально. Вдруг на экране появляется совсем левое изображение, мигает надпись «стерва вернулась», и начинает играть ужасная музыка. Спенсер бежит, чтобы заставить Ноэля выключить этот ужас, но он говорит, что не может этого сделать.                                              |            |                                                                                         |                     |                                    |                 |                     |
| 29 | 7          | «Поверхностное напряжение» «Surface Tension»                                            | Норман Бакли        | Джозеф Дагерти                     | 26 июля 2011    | 2,36                |
| Родители Арии подают ужин, посадив Aрию лицом к лицу с Эзрой и Джейсоном. Неловкая ночь прерывается, когда Майка снова арестовывают за проникновение в чужой дом. Эмили пытается привыкнуть жить с Мэрин, в то время как Ханна пытается найти компромисс с Калебом. Занимаясь озеленением участка Хастингс, Тоби находит на заднем дворе старую клюшку. Отец Спенсер начинает заметно нервничать и сжигает в огне эту клюшку, говоря, что это ничего не значит. Тоби позже рассказывает об этом Спенсер, и она думает, что это могло быть орудием убийства Эли. |            |                                                                                         |                     |                                    |                 |                     |
| 30 | 8          | «Навсегда в нашей памяти» «Save the Date»                                               | Крис Грисмер        | Мэтт Уиттен                        | 2 августа 2011  | 2,41                |
| Эмили хранит очень много секретов, появившихся в последнее время. После неожиданного визита её отца перед большим плаванием, давление становится слишком большим для неё. В школе девушка загибается от боли, и её отвозят в больницу. Там выясняется, что у Эмили появилась язва, которая является результатом стресса. Рен на обходе в больнице сообщает Эмили, что они обнаружили следы ГРЧ (гормона роста человека) в её системе. В конечном счёте, отец говорит Эмили, чтобы она не беспокоилась о стипендии, потому что он хочет, чтобы его дочь была здоровой и счастливой. Тем временем, Ханна переживает за Калеба, думая, что его прошлое догнало его.          |            |                                                                                         |                     |                                    |                 |                     |
| 31 | 9          | «Представь» «Picture This»                                                              | Патрик Норрис       | Джонелл Леннон                     | 9 августа 2011  | 2,54                |
| Арии снится Джейсон, и она не представляет, как перестать думать о нём. Тем временем Спенсер и Эмили вскрывают сарай Джейсона и находят там фотографии спящей Арии. Они пытаются срочно связаться с ней, но она в тот момент находится с Джейсоном, и он целует её. Калеб рассказывает Ханне, что жуткий человек, который следил за ним, был нанят его матерью. Мать пригласила Калеба приехать в Калифорнию в Монтесито, чтобы проведать её новую семью. Калеб расстроился из-за этой новости, но Ханна сказала, что он должен, по крайней мере, позвонить своей матери и выслушать её.                                                                                  |            |                                                                                         |                     |                                    |                 |                     |
| 32 | 10         | «Прикосновение ангела-"Э"» «Touched by an A-ngel»                                       | Чад Лоу             | Чарльз Крэйг, Майя Голдсмит        | 16 августа 2011 | 2,30                |
| В школе настал день выбора колледжей, посещать который не обязательно. Спенсер, которая в прошлом году принимала в этом участие, проводит большую часть дня, занимаясь упаковкой вещей. Ханна пытается поиграть с её будущей сводной сестрой, но к её разочарованию, она смущает Кейт и быстро делает из неё заклятого врага. Тем временем Спенсер и Эмили рассказывают Арии о жутких фотографиях, которые они видели у Джейсона. Спенсер, видя, что Ария не прислушивается к её совету держаться подальше от Джейсона, отправляется к Эзре и говорит ему, что Джейсон опасен.                                                                                            |            |                                                                                         |                     |                                    |                 |                     |
| 33 | 11         | «Я должна признаться» «I Must Confess»                                                  | Норман Бакли        | Оливер Голдстик                    | 23 августа 2011 | 2,63                |
| После агрессивных действий со стороны «А» Эмили находится на пределе. Её друзья знают, что нужно срочно что-то предпринять, чтобы спасти её. Девочки обращаются к единственному человеку, в котором они уверены, и которому могут доверять, так как знают, что он не раскроет их секреты. Этим человеком является доктор Энн Салливан. Наконец появилась возможность рассказать все свои проблемы, которые им доставил «А». В результате девушки испытывают чувство облегчения, а у Эмили появляется чувство мужества. Тем временем Байрон и Элла продолжают спорить о том, как помочь Майку.                                                                             |            |                                                                                         |                     |                                    |                 |                     |
| 34 | 12         | «Только через мой труп» «Over My Dead Body»                                             | Рон Лагомарсино     | А. Марлин Кинг                     | 30 августа 2011 | 2,98                |
| «A» заставляет Спенсер, Арию и Ханну выполнить задания, и если они этого не сделают, он убьёт доктора Салливан! Ария должна избавиться от Джеки, Спенсер должна порвать с Тоби, а Ханна должна остановить своего отца и не дать ему жениться на Изабель. У них есть время до 7 вечера, чтобы спасти доктора. Эмили разговаривает с Элисон во сне, и когда она спрашивает Элисон, кто такой «А», Элисон неоднозначно отвечает: «Двое могут хранить секрет, если один из них мёртв». После этого Эмили просыпается и замечает лопату. Она узнаёт координаты расположения доктора Салливан в лесу.                                                                           |            |                                                                                         |                     |                                    |                 |                     |
| 35 | 13         | «Первый секрет» «The First Secret»                                                      | Дана Гонсалес       | А. Марлин Кинг                     | 19 октября 2011 | 2,47                |
| Эпизод из прошлого. Перед Хэллоуином в магазине костюмов Элисон встречает Ноэля. Вскоре она получает анонимный текст: «Я наблюдаю за тобой». Позже Ария и Элисон видят Мону, которая предлагает им присоединиться. Ария не против принять это предложение, но Элисон не хочет этого делать. Как раз после этого Ария застаёт своего папу и Мередит. Когда Элисон сидела на кровати, Джейсон бросил ей пакет. Внутри находится кукла из мешковины с красным сердцем и запиской, в которой написано: «Теперь моя очередь мучить тебя». Вся банда отправляется на вечеринку в честь Хэллоуина.                                                                               |            |                                                                                         |                     |                                    |                 |                     |
| 36 | 14         | «Сквозь множество опасностей, сетей и ловушек» «Through Many Dangers, Toils and Snares» | Норман Бакли        | Джозеф Дагерти                     | 2 января 2012   | 3,34                |
| Ария и Эзра рассказывают её родителям об их отношениях, однако всё проходит не так хорошо, как они надеялись. Майк даже ударяет Эзру! Спенсер закрывается от Тоби, чтобы он был в безопасности. Лукас помогает Ханне, когда её фотографии в оранжевом комбинезоне всплывают в интернете. Калеб возвращается к Ханне. Милые обманщицы хотят заманить «A» в ловушку. Но «А», в конечном счёте, уходит и теряет свой телефон! |            |                                                                                         |                     |                                    |                 |                     |
| 37 | 15         | «Горяченькая частичка «Э»» «A Hot Piece of "A"»                                         | Майкл Гроссман      | Оливер Голдстик                    | 9 января 2012   | 2,95                |
| У девушек теперь есть мобильный телефон «А». Они решают, что делать дальше. Спенсер предлагает привлечь к этому делу Калеба, но Ханна против. Калеб загружает информацию с телефона на компьютер и начинает заниматься расшифровкой файлов. На одном из файлов Калеб видит ужасные куклы. Спенсер рассказывает Тоби, что было очень трудно не разговаривать с ним, и они целуются. Байрон сообщает Эзре, что тот никогда больше не увидит его дочь. В Роузвуд возвращается Холден, старый друг Арии. Близится день рождения Калеба, и Ханна хочет сделать ему сюрприз. |            |                                                                                         |                     |                                    |                 |                     |
| 38 | 16         | «Позволь воде держать меня на дне» «Let the Water Hold Me Down»                         | Крис Грисмер        | Брайан Холдмен                     | 16 января 2012  | 2,78                |
| Ханна уверена в том, что Лукас всё ещё жив. Спенсер находит некоторые вещи на чердаке в доме у озера, значит «А» был там. Обнаруженная там квитанция приводит Спенсер и Арию в Филадельфию. В результате они попадают в реабилитационный центр для слепых, где Дженна когда-то была пациенткой. Лукас позвонил домой и сказал родителям, что он жив, но никто не видел его. Позже Лукас пробирается в дом Ханны, чтобы увидеть её и рассказывает, что случайно потерял все деньги Калеба. |            |                                                                                         |                     |                                    |                 |                     |
| 39 | 17         | «Блондинка, ведущая слепую» «The Blond Leading the Blind»                               | Арлин Санфорд       | Чарльз Крэйг                       | 23 января 2012  | 3,17                |
| Калеб продолжает расшифровывать информацию с телефона вопреки страхам Ханны. «А» тем временем продолжает терроризировать Спенсер и Тоби, разрушая их отношения. Арии удаётся тайно встретиться с Эзрой с помощью Холдена, который тоже что-то скрывает от родителей. |            |                                                                                         |                     |                                    |                 |                     |
| 40 | 18         | «Поцелуй, а после — ложь» «A Kiss Before Lying»                                         | Венди Станцлер      | Майя Голдсмит                      | 30 января 2012  | 2,55                |
| Новая семья отца Ханны переезжает в Роузвуд, и Кейт появляется в школе. Спенсер понимает, что уже где-то видела сводную сестру Ханны и вспоминает некую компрометирующую информацию о ней. Эмили приглашает Майю на встречу с матерью, Ханна же узнаёт, что Калеб продолжает расшифровывать телефон втайне от неё. |            |                                                                                         |                     |                                    |                 |                     |
| 41 | 19         | «Обнажённая правда» «The Naked Truth»                                                   | Элоди Кин           | Оливер Голдстик, Франческа Роллинз | 6 февраля 2012  | 2,25                |
| После того, как с телефона Ханны были разосланы фотографии обнажённой Кейт, их обеих привлекают к участию в Дне Правды. В это время девушки пытаются понять, зачем Элисон притворялась Вивиан. Спенсер узнаёт правду о Джейсоне и своём отце. Эмили удаётся вернуться в команду по плаванию с помощью Моны, шантажирующей директора. Сущность Кейт наконец была раскрыта. |            |                                                                                         |                     |                                    |                 |                     |
| 42 | 20         | «КОНТРОЛЬ: Э» «CTRL:A»                                                                  | Рон Лагомарсино     | Джозеф Дагерти, Лийя Бараш         | 13 февраля 2012 | 2,11                |
| Эмили с командой по плаванию празднуют совместную победу. Майе снова угрожает отправка в лагерь, так как её мать нашла травку. Она сообщает Эмили, что больше не принимает, но Эм обнаруживает её за курением. «А» наносит новый удар, но на этот раз направлен он на Калеба. Спенсер пытается наладить отношения со своим новоиспечённым братом, а Ария узнаёт секрет Холдена. |            |                                                                                         |                     |                                    |                 |                     |
| 43 | 21         | «Взлом кода» «Breaking the Code»                                                        | Роджер Камбл        | Джонелл Леннон                     | 20 февраля 2012 | 2,54                |
| Ханна узнаёт, что «А» шантажирует Мону. Калеб расшифровывает новые фрагменты видео. Эмили не может связаться с Майей. А мама Арии решает быть более благосклонной к отношениям своей дочери и Эзры. Кажется, что у наших обманщиц всё больше и больше ниточек, ведущих к «А». Но так ли это? Или «А» снова играет с ними? И в трагедии в ночь смерти Элисон появляются всё новые герои. |            |                                                                                         |                     |                                    |                 |                     |
| 44 | 22         | «Отцу виднее» «Father Knows Best»                                                       | Чад Лоу             | Чарльз Крэйг, Брайан Холдмен       | 27 февраля 2012 | 2,49                |
| В Роузвудской школе проходит Вечер танцев отцов и дочерей, но, к сожалению, не у всех в семье всё так складно для идеального вечера. Матери Ханны и Арии понимают, что «А» каким-то образом является источником страха для их дочерей. В газетах появляется сообщение о пропаже Майи. |            |                                                                                         |                     |                                    |                 |                     |
| 45 | 23         | «Взгляд наблюдателя» «Eye of the Beholder»                                              | Мелани Мейрон       | Джозеф Дагерти                     | 5 марта 2012    | 2,58                |
| Эзра отказывается от предложения работы и заявляет об этом отцу Арии. Джейсон приносит сумку с вещами Элисон, в которой девушки находят ещё одну зацепку о том, что же происходило в день её смерти. Ария встречается с Дунканом, знакомым Элисон. Ханна вытаскивает из горящего дома Дженну, которую, по всей видимости, хотели убить. Эмили получает прощальное письмо от Майи. |            |                                                                                         |                     |                                    |                 |                     |
| 46 | 24         | «Если бы эти куклы могли говорить» «If These Dolls Could Talk»                          | Рон Лагомарсино     | Оливер Голдстик, Майя Голдсмит     | 12 марта 2012   | 2,47                |
| Родители Арии снова делают попытки разорвать отношения своей дочери и Эзры. Ария грозит рассказать о своём отце и его студентке декану, чтобы родители прекратили все попытки, но после она узнаёт, что Эзру уволили. Спенсер спрашивает сестру о том, что она делала в комнате Элисон в день её смерти. Девушки устраивают проверку Мелиссе. После они решают отдать всю собранную ими информацию в полицию, но в это время арестовывают Гаррета. Дженна соврала всем об операции, она снова видит. |            |                                                                                         |                     |                                    |                 |                     |
| 47 | 25         | «РазоблАченная» «UnmAsked»                                                              | Лесли Линка Глаттер | А. Марлин Кинг                     | 19 марта 2012   | 3,69                |
| Ханна, Эмили, Ария и Спенсер приблизились к «А» как никогда. Неужели у нашего безликого человека в перчатках и чёрной куртке наконец-то появилось лицо? Так кто же он? Неужели «А» наконец попался? Или это очередная хитроумная паутина, в которую попали наши обманщицы? |            |                                                                                         |                     |                                    |                 |                     |

### Сезон 3 (2012—2013)
| № общий | № в сезоне | Название                                                                        | Режиссёр        | Автор сценария                                             | Дата премьеры   | Зрители в США (млн) |
| --- | ---------- | ------------------------------------------------------------------------------- | --------------- | ---------------------------------------------------------- | --------------- | ------------------- |
| 48 | 1          | «Это случилось «той ночью»» «It Happened "That Night"»                          | Рон Лагомарсино | А. Марлин Кинг                                             | 5 июня 2012     | 2,93                |
| Прошло 5 месяцев с ареста Гаррета и поимки Моны. Девушки провели лето, пытаясь забыть всё и прийти в себя после ужасных событий с «А». Но каждую призрак «А» преследует по-своему. После одной из вечеринок Ханна, Ария и Спенсер находят Эмили у раскопанной могилы Эли. Эмили говорит, что не помнит, как она там оказалась, и куда делось тело Элисон. Итак, имя Элисон снова разносится по городу, а «А» продолжает свою игру с обманщицами. |            |                                                                                 |                 |                                                            |                 |                     |
| 49 | 2          | «Кровь снова в моде» «Blood is the New Black»                                   | Норман Бакли    | Оливер Голдстик                                            | 12 июня 2012    | 2,66                |
| Ханна продолжает свои посещения Моны, которая наконец заговорила с ней. Спенсер навещает Гаррета, который хочет рассказать ей о том, кто похитил тело Эли, но её мать становится адвокатом Гаррета, и тот отказывается разговаривать со Спенс. Мередит, бывшая студентка и любовница Байрона, снова пытается наладить с ним контакты, и Ария, не по своей нужде, способствует этому. Тем временем мать Арии решает тест Эмили, дабы она сдала экзамен. |            |                                                                                 |                 |                                                            |                 |                     |
| 50 | 3          | «Королевство слепых» «Kingdom of the Blind»                                     | Чад Лоу         | Джозеф Дагерти                                             | 19 июня 2012    | 2,44                |
| Кто-то присылает письмо завучу о том, что Элла Монтгомери предвзято выставляет оценки, но Эзра помогает ей ради неё, Эмили и возможно чего-то ещё. Девушки узнают, что Дженна видит после операции, но она просит никому об этом не говорить, так как чувствует себя в опасности. Спенсер выясняет, что Мелисса не потеряла ребёнка этим летом, но мать на её вопросы так и не отвечает. Тем временем с Лукасом происходит что-то странное, и Ханна не может понять, что же с ним творится. |            |                                                                                 |                 |                                                            |                 |                     |
| 51 | 4          | «Птицы одного полёта» «Birds of a Feather»                                      | Роджер Камбл    | История: Майкл Дж. Синкуемани Телесценарий: Джонелл Леннон | 26 июня 2012    | 2,36                |
| За информацию о местонахождении тела Элисон и о тех, кто его украл, объявлена награда. Ханна решает рассказать Калебу о том, что «А» вернулся, но получает предупреждение от «А». Калеб не может больше мириться со скрытностью и враньём Ханны. Они расстаются. Эмили же знакомится с двоюродным братом Майи, который говорит ей, что рано или поздно ей тоже нужно будет отпустить Майю… |            |                                                                                 |                 |                                                            |                 |                     |
| 52 | 5          | «Эта девчонка — отрава» «That Girl Is Poison»                                   | Чад Лоу         | Брайан Холдмен                                             | 10 июля 2012    | 2,38                |
| Дженна устраивает вечеринку в честь дня своего рождения и того, что она теперь видит, собирая практически всех, с кем хоть немного знакома. В это время Гаррета выпускают из тюрьмы для встречи с больной матерью, Спенсер считает, что эти два события связаны. Эмили узнаёт, что в ту ночь, когда её нашли у могилы Эли, ей подсыпали снотворное, которое вызывает потерю памяти, если смешать его с алкоголем, а Ария находит таблетки этого снотворного у Лукаса, который ведёт себя всё более подозрительно. |            |                                                                                 |                 |                                                            |                 |                     |
| 53 | 6          | «Останки «Э»» «The Remains of the "A"»                                          | Норман Бакли    | Майя Голдсмит                                              | 17 июля 2012    | 2,27                |
| Спенсер и Ханна делают решительный шаг, чтобы узнать, кто же теперь «А». В памяти Эмили всплывают всё новые и новые подробности забытой ночи, и возможно, тогда произошло что-то связанное с Майей. Тем временем Спенсер и Джейсон находят браслет Элисон и отправляют его в полицию. Браслет становится главной уликой, подтверждающей невиновность Гаррета. А Ария находит деньги в ящике Эзры и боится того, что эти деньги – часть вознаграждения за информацию о похитителях тела Эли. |            |                                                                                 |                 |                                                            |                 |                     |
| 54 | 7          | «Безумная» «Crazy»                                                              | Патрик Норрис   | Энди Ризер                                                 | 24 июля 2012    | 2,43                |
| Девушки знакомятся в кофейне с подругой Эли, Сиси, про которую никто из них ничего не слышал. Зато Сиси знает про них достаточно, она говорит, что Элисон много рассказывала о них. Спенсер помогает Джейсону избежать полиции и забирает его с места автомобильной аварии, а Ханна и Ария пытаются узнать, что известно Моне, пробираясь ночью к ней в палату больницы. |            |                                                                                 |                 |                                                            |                 |                     |
| 55 | 8          | «Украденные поцелуи» «Stolen Kisses»                                            | Зетна Фуэнтес   | Джозеф Дагерти                                             | 31 июля 2012    | 2,22                |
| Мону хотят перевести в другую больницу, Ханна прикладывает все свои силы, чтобы помешать этому. Тем временем, чтобы добраться до сайта Майи, Спенсер просит помощи у Калеба. А Ария узнаёт, что семья Эзры довольно богата, и что его мать не собирается благосклонно относиться к тому, что Ария рушит жизнь её сына. |            |                                                                                 |                 |                                                            |                 |                     |
| 56 | 9          | «Игра Кана» «The Kahn Game»                                                     | Венди Станцлер  | Лийя Бараш                                                 | 7 августа 2012  | 2,45                |
| Ханне пишет «А», она идёт на встречу и встречает Калеба, с которым откровенно говорит. Ария знакомится с братом Эзры. Спенсер и Ария идут на вечеринку вместе с Сиси, где натыкаются на Дженну, с которой играют в игру «правда или вызов» и узнают много интересного. Уесли забирает Арию с вечеринки, и она узнаёт много интересного. |            |                                                                                 |                 |                                                            |                 |                     |
| 57 | 10         | «Что скрывается внутри» «What Lies Beneath»                                     | Патрик Норрис   | Джонелл Леннон                                             | 14 августа 2012 | 2,27                |
| Ханна находит письмо от Майи, и они с Эмили едут в дом Ноэля, где находят сумку Майи. Спенсер получает от Ноэля видео, в котом она узнаёт нечто новое о смерти Майи и невиновности Гаррета. |            |                                                                                 |                 |                                                            |                 |                     |
| 58 | 11         | «Одинокая испуганная девушка» «Single Fright Female»                            | Джоанна Кернс   | Оливер Голдстик, Майя Голдсмит                             | 21 августа 2012 | 2,39                |
| Обманщицы находят флешку, утерянную в стычке с Йеном. Сиси рассказывает Спенсер некоторые факты из жизни Пейдж. Ханна и Спенс роются в сумке Пейдж, и это видит Эмили, после чего они ссорятся. Спенсер находит нечто, что наводит на открытие тайны. |            |                                                                                 |                 |                                                            |                 |                     |
| 59 | 12         | «Леди Убийца» «The Lady Killer»                                                 | Рон Лагомарсино | А. Марлин Кинг                                             | 28 августа 2012 | 2,98                |
| Начинается судебный процесс по делу Гаррета, который обвиняется в убийстве Майи, и Роузвуд просто кишит журналистами. Из-за разногласий с подругами по поводу Пейдж Эмили не знает, к кому ей обратиться, когда внимание прессы становится невыносимым. «А» пользуется ситуацией и предлагает Арии, Эмили, Ханне и Спенсер примирение. Но на самом ли деле «А» хочет зарыть топор войны, или это лишь ловушка, которая приведёт к чему-то гораздо более ужасному? Тем временем кто-то очень близкий девочкам предаёт их, будучи в команде «А». |            |                                                                                 |                 |                                                            |                 |                     |
| 60 | 13         | «Эта тёмная поездка» «This Is a Dark Ride»                                      | Тим Хантер      | Джозеф Дагерти                                             | 23 октября 2012 | 2,85                |
| Девушки готовятся к школьной вечеринке в честь Хэллоуина, которая будет проходить в специальном поезде. Во время подготовки костюмов Гарретт навещает Спенсер. В ночь Хэллоуина Ария, Ханна, Спенсер и Тоби приходят на вечеринку и ссорятся с Ноэлем и Дженной. В напиток Арии неизвестный тайно подсыпает странный порошок. В поезде на Спенсер нападает неизвестный. |            |                                                                                 |                 |                                                            |                 |                     |
| 61 | 14         | «Ей уже лучше» «She's Better Now»                                               | Венди Станцлер  | Оливер Голдстик                                            | 8 января 2013   | 3,21                |
| Ария, Эмили, Ханна и Спенсер внимательно присматриваются к своей бывшей мучительнице Моне с тех пор как она вернулась. Она превратила их жизнь в ад… Действительно ли она вылечилась? Какие секреты она может хранить? Будет ли Мона доказывать обманщицам, что она изменилась — зависит от неё. Лечебница Рэдли дала Моне зелёный свет, и она отправилась в коридоры Роузвудской школы, к великому ужасу обманщиц. |            |                                                                                 |                 |                                                            |                 |                     |
| 62 | 15         | «Мона-мания» «Mona-Mania»                                                       | Норман Бакли    | Брайан Холдмен                                             | 15 января 2013  | 2,48                |
| После скандальных событий во время школьного марафона Ария, Эмили и Спенсер уверены, что Мона вернулась к своим старым трюкам. У Ханны всё ещё осталась надежда на свою бывшую подругу, она колеблется. Кажется, Мона постоянно появляется тут и там, и создаётся впечатление, что она что-то задумала. Но у обманщиц нет реальных доказательств того, что Мона взялась за старое. Как же они могут доказать это? А тем временем из комнаты Арии пропадает кое-что важное, и её страх за отца усиливается. |            |                                                                                 |                 |                                                            |                 |                     |
| 63 | 16         | «Беда не приходит одна» «Misery Loves Company»                                  | А. Марлин Кинг  | А. Марлин Кинг, Джонелл Леннон                             | 22 января 2013  | 2,68                |
| Сюрпризы валятся на Арию, Эмили, Ханну и Спенсер. Ария выбывает из игры, заболев гриппом, так что Ханна и Эмили продолжают вдвоём. Неожиданно появляется Мередит с предложением заботы об Арии, пока её отец в отъезде. Когда появляются подозрения, что у Мередит свои скрытые мотивы для заботы об Арии, Ханна и Эмили приходят на помощь. Стоит ли им беспокоиться за Арию, или Мередит пытается начать всё заново и подружиться с ней? А тем временем Спенсер взяла перерыв от всех расследований, чтобы устроить сюрприз для Тоби на их годовщину. |            |                                                                                 |                 |                                                            |                 |                     |
| 64 | 17         | «Из огня да в полымя» «Out of the Frying Pan, Into the Inferno»                 | Майкл Гроссман  | Майя Голдсмит                                              | 29 января 2013  | 2,86                |
| У всех есть секреты, у Арии, Эмили, Ханны и Спенсер их больше всего. Может быть, секретов уже слишком много. Ария понимает, что должна рассказать Эзре о сыне. Но её пугает мысль о том, как этот секрет повлияет на их взаимоотношения. Ханна, наоборот, считает, что Калеб хранит какой-то секрет от неё. Она решительно намерена узнать его. Спенсер хватает секретов через край, и она выходит из игры. Вынудят ли секреты обманщиц принять меры, которые только усугубят положение? А тем временем, Эмили узнаёт, что скрывала Эли за год до своего убийства. |            |                                                                                 |                 |                                                            |                 |                     |
| 65 | 18         | «Мертва для меня» «Dead to Me»                                                  | Арлин Санфорд   | Джозеф Дагерти, Лийя Бараш                                 | 5 февраля 2013  | 2,75                |
| Как только девочки ещё раз прощаются с Элисон, всплывает новая информация. Теперь, когда останки Эли вернулись к её семье, ДиЛаурентис снова хоронят её, давая Арии, Эмили, Ханне и Спенсер ещё одну возможность сказать их подруге прощай. В связи с тем, что произошло с тех пор, как исчезла Эли, девочки разделились во мнениях насчёт того, чтобы пойти на похороны. Ария, Ханна и Эмили готовы к новым прощаниям, больше ради Джейсона, чем ради себя. А Спенсер уже сыта по горло и не хочет иметь никакого отношения к похоронам. Зачем тосковать по девочке, которая оказалась не таким уж хорошим другом? Тем временем Эмили посещает доктора Салливан, чтобы разобраться в своих чувствах по поводу убийства Нейта, но уходит, получив гораздо больше, чем надеялась. |            |                                                                                 |                 |                                                            |                 |                     |
| 66 | 19         | «Что случается с теми, кому разбили сердце» «What Becomes of the Brokenhearted» | Рон Лагомарсино | Оливер Голдстик                                            | 12 февраля 2013 | 2,41                |
| Когда речь идёт о сердечных делах, люди ведут себя по-разному: по-прежнему переживающая из-за разрыва Спенсер продолжает падать вниз, срывая злобу и обиду на Моне. Калеб, с другой стороны, прячет свою боль и закрывается, когда речь заходит об отце. А Ханна разрабатывает план по воссоединению отца и сына. Поможет ли она Калебу или только усугубит ситуацию? Ария, которая всё скучает по Эзре, обнаруживает, что проводит больше времени с Уэсли. Тем временем Эмили и Джейсон пытаются собрать по кусочкам историю о поездке Элисон в «Cape May» и выяснить, что же там всё-таки случилось. |            |                                                                                 |                 |                                                            |                 |                     |
| 67 | 20         | «Горячая вода» «Hot Water»                                                      | Чад Лоу         | Энди Ризер                                                 | 19 февраля 2013 | 2,61                |
| В шоке от произошедших событий и имеющие новую информацию о детективе Уилдене, Ария, Эмили и Ханна выходят на охоту за прошлым детектива. Поиски Шаны и Сиси вроде бы приносит девочкам успех в их деле. Но времени остаётся в обрез, когда леди выясняют, что детектив Уилден ходит за ними по пятам. Теперь, когда они вступили на тропу войны, некоторые жители городка узнают, как далеко готов пойти детектив, только чтобы сохранить свои секреты. Тем временем, Спенсер наконец-то находит человека, на которого она могла бы положиться. |            |                                                                                 |                 |                                                            |                 |                     |
| 68 | 21         | «С глаз долой, из сердца вон» «Out of Sight, Out of Mind»                       | Мелани Мейрон   | Джонелл Леннон                                             | 26 февраля 2013 | 2,71                |
| Спенсер уже готова поговорить, но Эмили не готова принять то, что она должна ей рассказать. Прислушается ли она к предупреждениям Спенсер или отправится искать ответы на свои вопросы, следуя пути, что «А» подготовил для неё? Ханна озадачена проблемами мамы, которая попала в передрягу. Имея новый секрет, Ханна ждёт, как поступит с ней «А». Тем временем Ария должна прояснить ситуацию с новой жизнью Эзры с Малкольмом. |            |                                                                                 |                 |                                                            |                 |                     |
| 69 | 22         | «Круг останется неразорванным?» «Will the Circle Be Unbroken?»                  | Рон Лагомарсино | Джозеф Дагерти                                             | 5 марта 2013    | 2,56                |
| Спенсер была сама не своя последнее время, но заслужила ли она того, чтобы просто исчезнуть? Мог ли «А» что то сделать с ней? Вот вопросы, которыми задаются Ария, Эмили и Ханна после исчезновения Спенсер. Но когда выясняется, что даже её семья не знает, куда она делась, девушки отчаянно отправляются на поиски ответов, надеясь, что их худшие опасения напрасны. Но где бы ни была Спенсер, возможно, она и не хочет, чтобы её нашли. Тем временем Эмили получает сюрприз всей жизни, когда она встречает золотую медалистку Мисси Франклин. |            |                                                                                 |                 |                                                            |                 |                     |
| 70 | 23         | «Я — твоя марионетка» «I'm Your Puppet»                                         | Оливер Голдстик | Оливер Голдстик, Майя Голдсмит                             | 12 марта 2013   | 2,41                |
| В то время, как «А» продолжает играть в свои игры, ставки поднимаются выше, и каждая девочка попадает в трудное положение. Ария начинает серьёзно обдумывать свои отношения с Эзрой — ситуация в его семье всё ещё мучает её. Ханна попадает в центр семейной драмы Калеба, а тёмное прошлое Джейми преследует его. Эмили полна решимости доказать, что Спенсер не права, надеясь помочь ей, но возможно, она не готова к тому, что выяснит. Смогут ли обманщицы найти выход из скользких ситуаций, или «А» полностью завладеет ими? Тем временем Спенсер пытается узнать о времяпрепровождении Моны в «Radley Sanitarium». |            |                                                                                 |                 |                                                            |                 |                     |
| 71 | 24         | «ОпАсная игрА» «A DAngerous GAme»                                               | Патрик Норрис   | А. Марлин Кинг                                             | 19 марта 2013   | 2,87                |
| Ханна узнаёт, что Спенсер теперь заодно с «А», и рассказывает об этом остальным. Когда они вывели Спенсер на чистую воду, она рассказала, что они с Тоби решили узнать, кто же скрывается под красным плащом. Когда все приходят на вечеринку, где Красный плащ должен был появиться, всё выходит из-под контроля — начался пожар. Мона рассказывает девушкам всё, что знает, и тут их ждёт сюрприз — машина, которую Ханна и Ария утопили, теперь стоит на обочине, и в ней сюрприз для них. |            |                                                                                 |                 |                                                            |                 |                     |

### Сезон 4 (2013—2014)
| № общий | № в сезоне | Название                                                                | Режиссёр        | Автор сценария                                  | Дата премьеры   | Зрители в США (млн) |
| --- | ---------- | ----------------------------------------------------------------------- | --------------- | ----------------------------------------------- | --------------- | ------------------- |
| 72 | 1          | ««Э» — ж-и-в-а» «"A" Is for A-l-i-v-e»                                  | А. Марлин Кинг  | А. Марлин Кинг                                  | 11 июня 2013    | 2,97                |
| Обманщицы отчаянно пытаются распутать новую интрижку «А», обращаясь к Моне за ответами, ведь и она теперь тоже под прицелом. Ария страдает из за проблем с Эзрой. Эмили строит планы на жизнь после школы. Тем временем «А» направляет Тоби на новую дорогу. Обнаружено то, что лежало в багажнике, и известие о шокирующем открытии проносится через весь Роузвуд. |            |                                                                         |                 |                                                 |                 |                     |
| 73 | 2          | «Форма туфли» «Turn of the Shoe»                                        | Джоанна Кернс   | Оливер Голдстик                                 | 18 июня 2013    | 2,92                |
| Присутствие миссис ДиЛаурентис нервирует всех в округе, особенно когда она отдаёт Ханне семейного попугайчика, что проливает свет на последние дни жизни Элисон. Арии надоело ощущать себя беззащитной перед «А», и она решает начать брать уроки самообороны у её сексуального тренера. Тем временем Тоби открывает Спенсер разбивающий сердце секрет, а Ханна совершает невероятное открытие, касающееся её матери. Отвечая на возникшие вопросы, «А» в шаге от убийства новой обманщицы — Моны. |            |                                                                         |                 |                                                 |                 |                     |
| 74 | 3          | «Колыбель для кошки» «Cat's Cradle»                                     | Норман Бакли    | Джозеф Дагерти                                  | 25 июня 2013    | 2,25                |
| Ханна переживает, что её мама хранит опасный секрет, и полна решимости защищать её от всех бед, что приводит её к неприятной встрече с детективом Холбруком. Улика из вещей Элисон приводит обманщиц к ужасному производителю масок, который проливает свет на тайну Эли и возможно связан с другой Роузвудской семьёй. Спенсер и Тоби продолжают исследовать болезненную главу из его прошлого. Мелисса возвращается в Роузвуд. |            |                                                                         |                 |                                                 |                 |                     |
| 75 | 4          | «Личная встреча» «Face Time»                                            | Норман Бакли    | Джозеф Дагерти                                  | 2 июля 2013     | 2,16                |
| Партнёр Холбрука, Таннер, приезжает в город, усиливая расследование по делу обманщиц и их возможной связи со смертью Уилдена. Эмили паникует, её родители попали в самый центр манипуляций «А». Ханна «щетинится», в то время как Калеб пытается помочь ей пройти через её кризис, и пытается отвлечь внимание полицейских с их расследованием. Тоби находит новый источник информации о смерти его матери, но это вызывает лишь новые вопросы. Между тем Арию ожидает неловкая встреча с Джейком, а Спенсер готовит ловушку для Мелиссы. |            |                                                                         |                 |                                                 |                 |                     |
| 76 | 5          | «Гамма, Зета, умри!» «Gamma Zeta Die!»                                  | Мик Гаррис      | Майя Голдсмит                                   | 9 июля 2013     | 2,30                |
| Спенсер и Эмили остаются на вечеринке в женском сообществе «Гамма, Зета, Хай». Они планируют посетить колледж, который расположен неподалёку, но у них много разных планов, чтобы проводить время на территории кампуса. Спенсер сосредоточена на мыслях о том, как Эли связана со школой. Эмили переживает о своих планах после окончания школы. После нападения «А» Ария и её брат не сходятся во взглядах на то, что лучше для их родителей. Между тем Ханна становится безумной, когда выясняет ужасные вещи о своей матери, которые подталкивают её сделать отчаянный шаг с катастрофическими результатами. |            |                                                                         |                 |                                                 |                 |                     |
| 77 | 6          | «Под прицелом» «Under the Gun»                                          | Венди Станцлер  | Лийя Бараш                                      | 16 июля 2013    | 2,35                |
| Попытка Ханны защитить её маму приводит к тому, что она оказывается в кипятке в серии «под прицелом». Ей предстоит некоторое объяснение с полицией, после того как eё нашли кое с чем, чего ей иметь не следовало. Мона рассказывает тайну Спенсер другим обманщицам — это приводит к смятению внутри группы. Эмили пытается помочь Ханне, чтобы «А» поменяла свою цель. А Ария выручает друга Майка, у которого складывается неправильное впечатление о ней. Между тем Шана всё чаще появляется в самых необычных местах. Расследование Спенсер о личности таинственного друга Эли на другом конце трубки того странного номера ведёт её и Тоби в Рейвенсвуд — в место, которое отличается от всех, что они когда-либо видели. |            |                                                                         |                 |                                                 |                 |                     |
| 78 | 7          | «Пошли всё к чёрту, девочка!» «Crash and Burn, Girl!»                   | Рон Лагомарсино | Брайан Холдмен                                  | 23 июля 2013    | 2,86                |
| Калеб и Тоби объединяются с целью выяснить личность «А», и что действительно произошло в ночь пожара. Они сталкиваются с источником, который укажет на того, кто скрывается под красным плащом. Ханна изо всех сил пытается вести себя так, словно ничего не произошло, и её друзья не знают, как помочь ей. Ария беспокоится о поведении Майка в свете инцидента в школе, а также борется с тем, каким образом Эзра теперь вписывается в её жизнь. |            |                                                                         |                 |                                                 |                 |                     |
| 79 | 8          | «Настольная книга виновной девушки» «The Guilty Girl's Handbook»        | Дженис Кук      | Жан Оксенберг                                   | 30 июля 2013    | 2,31                |
| Ханна придумывает отчаянный план, чтобы спасти её маму, и единственный человек, который, как она думает, может помочь — это Мона. Калеб пытается убедить её, что Моне нельзя доверять, в результате чего Мона пытается доказать свою лояльность самым неожиданным образом. Спенсер возвращается к своему расследованию, ища новые доказательства, относящиеся к Уилдену, и его связь с другой загадочной смертью. Между тем последние махинации «А» оказывают пагубное воздействие на Эмили и её маму, Эмили встречается со своим старым боссом Зои (Румер Уиллис) в поисках спасения. А Ария полагается на Джейка (Райан Гузман), чтобы разобраться в отношениях с Майком, что оставит их в смятении по поводу характера их отношений. |            |                                                                         |                 |                                                 |                 |                     |
| 80 | 9          | «В глубину» «Into the Deep»                                             | Чад Лоу         | Джонелл Леннон                                  | 6 августа 2013  | 2,65                |
| День рождения Эмили даёт возможность встретиться лицом к лицу с Дженной в «В глубину» (название серии). Пейдж устраивает Эмили вечеринку-сюрприз с немного неожиданными гостями — Дженной и Шаной. Но действия "А" на вечеринке приводят к шокирующим всех последствиям. Бескорыстный поступок Моны приносит Ханне и её матери первые хорошие новости, но отправляет Мону на знакомую дорожку. А Эзра получает кое-какие огорчающие новости от Мэгги, касающиеся её и Малкольма. Тем временем Ария и Джейк пытаются наладить их странные отношения. Эмили знакомится с тренером мирового класса на последней водной удаче, чтобы продвинуться в своей плавательной карьере. |            |                                                                         |                 |                                                 |                 |                     |
| 81 | 10         | «У зеркала три лица» «The Mirror Has Three Faces»                       | Зетна Фуэнтес   | Майя Голдсмит                                   | 13 августа 2013 | 2,39                |
| Всё ещё живущая в мотеле Эмили возвращается, когда миссис ДиЛаурентис предлагает ей переехать в старую комнату Эли, и становится ещё более обезумевшей, когда остальные обманщицы заставляют её принять предложение миссис Ди. Ханна выходит из себя, когда оказывается, что удача отвернулась от её мамы. Эзра всё ещё в шоке от новостей, полученных от Мэгги относительно его сына. Тем временем Ария предпринимает попытку вступить в отношения с Джейком. «А» продолжает играть с чувствами Тоби относительно смерти его матери. |            |                                                                         |                 |                                                 |                 |                     |
| 82 | 11         | «Снести скалу» «Bring Down the Hoe»                                     | Мелани Мейрон   | Оливер Голдстик, Франческа Роллинз              | 20 августа 2013 | 2,26                |
| После раскрытия недавних событий, которые свидетельствуют, что «А» находится ближе, чем они думали, обманщицы продвигаются в своём расследовании относительно их последнего подозреваемого. Ханна всё ещё находится в депрессии из-за того, что является дочерью подозреваемой в убийстве. Ситуация усложняется ещё и тем, что её начинает преследовать один из учеников — Тревис (Люк Клайнтенк), до тех пор, пока она не узнаёт, что он скрывает то, что может изменить её жизнь. Тем временем «А» продолжает манипулировать Тоби, погружая его в детали смерти его матери. А Эзра пытается достучаться до Арии в надежде на помощь в новоприобретённых проблемах именно в тот самый момент, когда она готова двигаться дальше с Джейком. |            |                                                                         |                 |                                                 |                 |                     |
| 83 | 12         | «Сейчас ты видишь меня, а теперь — нет» «Now You See Me, Now You Don't» | Норман Бакли    | А. Марлин Кинг, Брайан Холдмен                  | 27 августа 2013 | 3,33                |
| Интригующая загадка от «А» заставляет обманщиц отправиться в путь, что приводит их в Рейвенсвуд, где они встречают парочку знакомых лиц. Во время специального магического шоу одна из обманщиц разыграет собственное исчезновение, оставляя трёх других в замешательстве, чтобы убедиться, что она не попалась на трюки «А». Но прежде, чем они смогут бежать со всех ног из Рейвенсвуда, они сделают шокирующее открытие, которое докажет, что всё, что они знали об «А» и его команде, может быть неверно. Это открытие послужит для начала Мировой Войны «А». Между тем радостное воссоединение Ханны и её матери обрывается, когда «А» останавливает свой выбор на новой жертве. А Тоби раскрывает кое-какие неожиданные факты о Рене. |            |                                                                         |                 |                                                 |                 |                     |
| 84 | 13         | «Мрачный новый мир» «Grave New World»                                   | Рон Лагомарсино | Джозеф Дагерти, Оливер Голдстик, А. Марлин Кинг | 22 октября 2013 | 3,18                |
| Ария, Ханна, Эмили и Спенсер попадают на празднование Дня Основателей. Девушки думают, что Элисон может быть до сих пор жива, и теперь им необходимо найти её раньше, чем «А». Подруги отправляются на жуткую вечеринку на кладбище. Эзра может оказаться к «А» ближе, чем все думают. Калеб встречает родственную душу Миранду. Тайны продолжают всплывать так же в премьерной серии «Рейвенсвуда». Калеб предпочитает остаться в Рейвенсвуде, чтобы помочь новой подруге Миранде, однако он начинает пересматривать своё решение, особенно после того, как он встречает холодного и недружелюбного дядю Миранды — Реймонда. Ему так же предстоит довольно неприятная встреча с местным жителем Люком, который изо всех сил пытается разобраться с недавней трагедией в семье и последующим скандалом, в котором также замешена его сестра-близнец Оливия (Мерритт Паттерсон). Содрогнувшись от тех странных и сверхъестественных событий, свидетелями которых они стали в ночь вечеринки, Калеб и Миранда начали расследование этого странного города. Их первый союзник в Рейвенсвуде — подросток Реми (Бритни Олдфорд), у которой своё толкование своеобразной истории города. Эти пятеро подростков, понятия не имеют о том, как связаны их жизнь, и о планах, которые Рейвенсвуд подготовил для них. |            |                                                                         |                 |                                                 |                 |                     |
| 85 | 14         | «Кто в коробке?» «Who's in the Box?»                                    | Чад Лоу         | Джозеф Дагерти                                  | 7 января 2014   | 3,17                |
| Зная, что Эли жива, у Арии, Эмили, Ханны и Спенсер появятся ещё больше вопросов, чем раньше. Соединив все детали воедино, Ханна думает, что если они узнают, кто похоронен в могиле Эли, то это приведёт их к ответам. Но пока девочки всё это выясняют, Эмили старается понять свои чувства, зная, что Эли жива. Между прочим, Калеб возвращается в Рейвенсвуд, а у Эзры тайная встреча с Моной и Арией. |            |                                                                         |                 |                                                 |                 |                     |
| 86 | 15         | «Любовь — никчёмнАя, детка» «Love ShAck, Baby»                          | Норман Бакли    | Лийя Бараш                                      | 14 января 2014  | 2,39                |
| Когда Ханна поделилась с Арией, Эмили и Спенсер, что у неё есть дневник Эли, у девочек появилась надежда, что это прольёт свет на многие тайны. Но, имея дневник, в котором каждая история закодирована с целью скрыть правду, каждая из девочек должна выяснить, какая из историй про них. Надеемся, что они найдут историю, с помощью которой удастся вычислить преследователя Эли. Однако один рассказ в дневнике откровеннее другого, действительно ли хотят Ария, Эмили, Ханна и Спенсер признаться, какой из них написан про них? Тем временем Спенсер подозревает что-то неладное насчёт последней встречи её отца и миссис ДиЛаурентис. |            |                                                                         |                 |                                                 |                 |                     |
| 87 | 16         | «Близкое столкновение» «Close Encounters»                               | Артур Андерсон  | Джонелл Леннон                                  | 21 января 2014  | 2,63                |
| Шана возвращается в Роузвуд, чтобы сказать Эмили, что у неё есть сообщение от Эли, но могут ли Эмили и девочки, зная так много о Шане, доверять ей? Затем Шана заявляет, что Эли хочет встретиться с Эмили, и только с Эмили — это очередной план «А», или та правда её любимица? У Эмили начинают опускаться руки, но Спенсер точно настроена защитить свою подругу от напастей. Тем временем Ария и Ханна справляются с делами сердечными. |            |                                                                         |                 |                                                 |                 |                     |
| 88 | 17         | «Возьми свои слова обратно» «Bite Your Tongue»                          | Арлин Санфорд   | Оливер Голдстик, Майя Голдсмит                  | 28 января 2014  | 2,49                |
| Новое увлечение Ханны криминальными романами вдохновляет её на создание плана по выяснению, чьё же тело в могиле Эли. Пока Ханна занята своим делом, Спенсер расшифровывает дневник Эли в надежде установить личность загадочного парня Эли. Приведёт ли работа столь целеустремлённых девушек к успеху? Тем временем Ария расстроена из-за нового друга Майка, а отец Эмили обеспокоен её поведением. |            |                                                                         |                 |                                                 |                 |                     |
| 89 | 18         | «Страстно желать учителя» «Hot for Teacher»                             | Трип Рид        | Брайан Холдмен                                  | 4 февраля 2014  | 2,16                |
| Спенсер близка к открытию тайны, и сейчас она более чем когда-либо нацелена найти доказательства для своей теории перед тем как представить её девочкам, тем более она может нести разрушительные последствия для одной из девочек. Но благодаря бессонным ночам, вызванным прописанными медикаментами, Ханна начинает замечать в поведении Спенсер некие странности. Сможет ли детектив Ханна раскрыть её секрет до того, как Спенсер будет готова им поделиться? Тем временем Эмили пытается загладить свою вину перед Элисон через Шану, и для Арии наконец настаёт время расплатиться за всю свою ложь. |            |                                                                         |                 |                                                 |                 |                     |
| 90 | 19         | «Игра теней» «Shadow Play»                                              | Джозеф Дагерти  | Джозеф Дагерти                                  | 11 февраля 2014 | 2,16                |
| Спенсер приходится расплачиваться за многочисленные бессонные ночи из-за таблеток, но её охота на Эли и на необходимые ответы продолжается. Пока Спенсер собирает новую информацию, её мировоззрение становится чёрно-белым. Попав в мир фильмов Нуар 1940-х, Спенсер и её друзья пытаются добраться до ответов, которые они всегда так отчаянно искали. Но в мире фетровых шляп, коммутаторов и пятнадцатицентового кофе, сможет ли она собрать все лежащие перед ней части мозаики воедино? |            |                                                                         |                 |                                                 |                 |                     |
| 91 | 20         | «Свободное падение» «Free Fall»                                         | Мелани Мейрон   | Майя Голдсмит                                   | 18 февраля 2014 | 2,56                |
| Спенсер уверена, что сейчас самое время рассказать Арии всю правду об Эзре, но Эмили и Ханна беспокоятся о возможных последствиях. Однако планы меняются, когда Эзра говорит Арии о своих соображениях по поводу недавней зависимости Спенсер. Теперь, когда адекватность Спенсер под вопросом, могут ли девочки верить всему, что она говорит об Эзре? Не могло ли это быть всего лишь плодом воображения её уставшего мозга, или это все же просто удачная уловка Эзры с целью скрыть свои грязные делишки? |            |                                                                         |                 |                                                 |                 |                     |
| 92 | 21         | «Она дошла до точки» «She's Come Undone»                                | Чад Лоу         | Джонелл Леннон                                  | 25 февраля 2014 | 2,17                |
| Эмили, Ханна и Спенсер обеспокоены состоянием Арии, которая чувствует себя абсолютно разбитой после шокирующих новостей об Эзре. Толком не зная что к чему и не хотя верить в очевидное, Ария отправляется на поиски ответов. Беспокоясь об Арии, Спенсер и сама не в силах позаботиться о себе. Пытаясь доказать родителям и Тоби свою состоятельность, Спенсер следует быть очень аккуратной, ведь один неверный шаг может отправить её на курс реабилитации. Справится ли Спенсер с этим, или её любопытство и драйв сгубят её? Тем временем Пейдж сыта по горло секретами Эмили и нацелена прекратить это. |            |                                                                         |                 |                                                 |                 |                     |
| 93 | 22         | «Прикрой меня» «Cover for Me»                                           | Майкл Гроссман  | Брайан Холдмен                                  | 4 марта 2014    | 2,06                |
| Эмили берётся за поводья расследования в поисках ответов насчёт Эзры и Моны. Встретившись с обоими, Эмили пытается вникнуть в душещипательную ситуацию. А Ханна отправляется на другие поиски после конфронтации с детективом Холбруком и лейтенантом Таннер, что возможно прольёт свет на дело Элисон. Тем временем Спенсер и Ария доверяются новым мужчинам, появившимся в их жизни с целью оправиться после пережитого. |            |                                                                         |                 |                                                 |                 |                     |
| 94 | 23         | «Неукротимая» «Unbridled»                                               | Оливер Голдстик | Оливер Голдстик, Майя Голдсмит                  | 11 марта 2014   | 1,95                |
| У обманщиц сложные времена, Спенсер осмысливает воспоминания с прошлого лета, у Арии по-прежнему разбитое сердце, Эмили ещё не оправилась от предательства Пейдж, а Ханна безуспешно пытается пробраться обратно в «бассейн знакомств». Но несмотря на то, что каждая девушка пытается справиться со своей личной проблемой, они должны сфокусироваться на своих подозрениях насчёт миссис ДиЛаурентис. Предполагая, что миссис Ди знает больше об Эли и о той ночи, когда она пропала, девушки решают помочь ей в благотворительном свадебном показе для того, чтобы получить доступ к дому ДиЛаурентис. |            |                                                                         |                 |                                                 |                 |                     |
| 95 | 24         | ««Э», значит — ответы» «A Is for Answers»                               | А. Марлин Кинг  | А. Марлин Кинг                                  | 18 марта 2014   | 3,12                |
| После нескольких лет вопросов и тайн, связанных с ночью, когда Элисон ДиЛаурентис пропала, её четыре лучших подруги столкнутся лицом к лицу с Эли и наконец узнают, что же произошло в ту ночь сентября. Теперь, когда Ария, Ханна, Эмили и Спенсер знают давние секреты Эли, смогут ли они помочь ей выяснить, кто «А»? |            |                                                                         |                 |                                                 |                 |                     |

### Сезон 5 (2014—2015)
| № общий | № в сезоне | Название                                                                                                | Режиссёр        | Автор сценария                      | Дата премьеры   | Зрители в США (млн) |
| --- | ---------- | --- | --------------- | ----------------------------------- | --------------- | ------------------- |
| 96 | 1          | «СбежАть из Нью-Йорка» «EscApe from New York»                                                           | Норман Бакли    | А. Марлин Кинг                      | 10 июня 2014    | 2,72                |
| Обманщицы сталкиваются с последствиями откровений Элисон и выстрела в Эзру и осознают, что «А» находится к ним гораздо ближе. Четвёртый сезон закончился на моменте, когда произошёл выстрел в Эзру, и он упал на руки Арии. Пять девушек быстро понимают, что он — единственный человек, который знает, кто же «А» на самом деле, и он находится на грани жизни и смерти. В то время, как Ария находится с Эзрой больнице, Элисон и остальные обманщицы пытаются напасть на след «А» и натыкаются на нечто шокирующее. Между тем офицер Холбрук всеми способами пытается найти девушек и давит на семью Хастингс всеми силами. Новости о «воскрешении» Эли начинают распространяться по городу, и это не радует Мону Вондервол, всем нам известную сучку Роузвуда. |            | |                 |                                     |                 |                     |
| 97 | 2          | «Девушка-шторм» «Whirly Girlie»                                                                         | Джоанна Кернс   | Оливер Голдстик                     | 17 июня 2014    | 2,16                |
| После событий в Нью-Йорке девушки уже находятся в Роузвуде, они ещё не могут привыкнуть к настоящему времени и продолжать жить в облаке секретов. Ария всё ещё переживает из-за того, что происходит с ней и Эзрой, в то время как Эмили, Ханна и Спенсер пытаются восстановиться после всего, что случилось. Элисон всё ещё вынуждена спать с одним открытым глазом, потому что теперь она живёт со своей семьёй, которой она не доверяет. |            | |                 |                                     |                 |                     |
| 98 | 3          | «Сёрфинг после землетрясения» «Surfing the Aftershocks»                                                 | Чад Лоу         | Джозеф Дагерти                      | 24 июня 2014    | 2,28                |
| Обманщицы вынуждены замести следы после того как они узнали о новом секрете Элисон. Все вместе они попытаются соединить все кусочки воедино и понять, что произошло в ту ночь в Нью-Йорке. Ария и Ханна снова начинают общение с Эзрой и Моной — с людьми, которые знают намного больше об истории Элисон. Кроме того, у Ханны появятся трудности после возвращения Эли, что-то вроде «толстой Ханны». В это время Спенсер и Эмили, скрестив пальцы, принимают на себя новое задание — узнать, где был Джейсон в то время, когда на них напали в Нью-Йорке. Он будет находиться одним из первых в списке, кто же «А». |            | |                 |                                     |                 |                     |
| 99 | 4          | «Выбросить с дороги» «Thrown from the Ride»                                                             | Дженис Кук      | Майя Голдсмит                       | 1 июля 2014     | 2,13                |
| Элисон теперь уже в Роузвуде, и она пытается вернуть себе роль лидера, но она понимает, что девушки уже не такие, какими были раньше, и что они больше не будут следовать её прихоти. Кроме того, Элисон чувствует давление со стороны Спенсер, Ханны, Эмили и Арии. Большинство детей пытаются понять, что произошло с Эли, ведь скоро ей придётся вернуться в школу. |            | |                 |                                     |                 |                     |
| 100 | 5          | «Скучай по мне в сто раз сильнее» «Miss Me × 100»                                                       | Норман Бакли    | А. Марлин Кинг                      | 8 июля 2014     | 2,25                |
| И вот этот день настал — первый день Элисон в школе Роузвуда. Но ни обманщицы, ни она сама к этому не готовы. Нацепив маску решимости, Эли возвращается также чтобы залечить нанесённые ею раны. Но достаточно ли извинений тем, кому Эли причинила столько боли? Возможно, у армии Моны есть что сказать на этот счёт. Тем временем старый добрый Калеб возвращается в Роузвуд. |            | |                 |                                     |                 |                     |
| 101 | 6          | «Беги, Эли, беги» «Run, Ali, Run»                                                                       | Норман Бакли    | Джонелл Леннон                      | 15 июля 2014    | 2,13                |
| Роузвуд пытается вернуться к нормальной жизни, но обманщицы, особенно Элисон, находятся далеко от нормальной жизни после того «инцидента». Думая сразу, что остаться в городе было бы не лучшим решением, Элисон всё-таки решается остаться навсегда. Ария, Ханна, Спенсер и Эмили будут выяснять, кто же подстроил вышесказанный инцидент, который произошёл с миссис Ди и домом Тоби. Между тем Калеб находит себе работу, а Эзра пытается найти больше ответов. |            | |                 |                                     |                 |                     |
| 102 | 7          | «Молчание Э. Лэмба» «The Silence of E. Lamb»                                                            | Джошуа Батлер   | Брайан Холдмен                      | 22 июля 2014    | 2,06                |
| Ария станет волонтёром в Рэдли для того, чтобы найти больше ответов. Но будет неловко натолкнуться на одного пациента, не подозревая того, что этот человек может стать ключом ко всем ответам. Спенсер нужно больше ответов, она обращается за помощью к Эзре. Между тем Ханна понимает, что Калеб и Элисон встретились. А мама Эмили собрала всех за ужином. |            | |                 |                                     |                 |                     |
| 103 | 8          | «Кричи ради меня» «Scream For Me»                                                                       | Бетани Руни     | Майя Голдсмит                       | 29 июля 2014    | 1,80                |
| Элисон переехала к Ханне, поэтому Ханна определённо сбилась с пути и идёт по скользкой дорожке. Она начала пить, и поэтому постоянно попадает в неловкое положение. Неопределённость и неуверенность Ханны углубились в девчонке. Когда Элисон вернулась, некоторое время с ней жил её отец, но он пока что уехал, и ей приходится жить в доме семьи Мэрин. Между тем мать Арии, Элла, возвращается в Роузвуд для того, чтобы организовать свою свадьбу. А Эмили и Спенсер пытаются разузнать о тайнах девушки в гробу Элисон. |            | |                 |                                     |                 |                     |
| 104 | 9          | «Развитие преступности» «March of Crimes»                                                               | Чад Лоу         | Оливер Голдстик и Майя Голдсмит     | 5 августа 2014  | 2,05                |
| Ханна продолжает выпивать вместе с Калебом. У неё появляются проблемы с девочками, которые уже просто не могут смотреть на то, как она уничтожает себя. После последней встречи с Ханной Ария начала задаваться вопросом о Заке, говорила ли ей Ханна правду, когда была пьяна. Между тем Эмили пытается найти больше информации, которая соединяет Ноэля и Элисон, и Спенсер находит что-то интересное. |            | |                 |                                     |                 |                     |
| 105 | 10         | «Тёмная сторона Эли» «A Dark Ali»                                                                       | Арлин Санфорд   | Лийя Бараш                          | 12 августа 2014 | 2,05                |
| Полиция использует невероятное давление на Элисон, они постоянно задают вопросы о похищении. «А» счастлив от того, что из-за Элисон и её фантастических рассказов невинный человек может попасть в тюрьму, девушки понимают, что это было огромной ошибкой поддакивать Эли в этой истории. Эмили пытается убедить Элисон следовать правилам игр «А», а Спенсер нашла выход на случай, если Элисон примет неправильное решение. Между тем после всех драм между девушками и Элисон Ханна пытается вернуться к «нормальной» жизни подростка. |            | |                 |                                     |                 |                     |
| 106 | 11         | «Никто здесь не способен любить или понять меня» «No One Here Can Love or Understand Me»                | Ларри Рейбман   | Джозеф Дагерти                      | 19 августа 2014 | 1,80                |
| Наконец мы узнали секреты Мелиссы, но пока что Ханна не знает о тайнах Калеба. Мелисса наконец рассказывает Спенсер всю правду, именно то, что она знает о той ночи, когда Элисон исчезла. Но что будет делать Спенсер, когда всё узнает? Зная, что девочки не согласны с ложью Элисон, Эмили уходит в себя и пытается найти ответы. Она приходит к Эзре для того, чтобы тот помог ей разузнать о тайнах Сайруса и Элисон. Между тем Спенсер и Ханна просят Тоби помочь с алкогольной зависимостью Калеба. |            | |                 |                                     |                 |                     |
| 107 | 12         | «Забери это с собой в могилу» «Taking This One to the Grave»                                            | Рон Лагомарсино | А. Марлин Кинг                      | 26 августа 2014 | 2,29                |
| Элисон и девочки чувствуют себя в ловушке от игр «А». Элисон приводит их на опасный путь, и «А» начинает всё больше угрожать девочкам. Девушки отвернулись от Эли, и затем Эли решается собрать всю свою команду. Девочки начинают подозревать, что Элисон и есть «А». Ария и Эзра проведут вместе выходные. |            | |                 |                                     |                 |                     |
| 108 | 13         | «Как «Э» украла Рождество» «How the "A" Stole Christmas»                                                | А. Марлин Кинг  | А. Марлин Кинг и Кайл Баун          | 9 декабря 2014  | 2,09                |
| Рождество надвигается семимильными шагами, и весь Роузвуд полон счастья, кроме Арии, Ханны, Эмили и Спенсер, которые не особо пребывают в предпраздничном настроении после потери Моны и обвинении Спенсер в убийстве. Но когда приходит возможность оправдать Спенсер, девочки и их родители разрабатывают план с целью отомстить за Мону и наконец наказать Элисон. Если план будет успешен, вероятно Рождество всё-таки окажется весёлым. |            | |                 |                                     |                 |                     |
| 109 | 14         | «Сквозь стекло, смутно» «Through a Glass, Darkly»                                                       | Чад Лоу         | Джозеф Дагерти и Лийя Бараш         | 6 января 2015   | 2,01                |
| Спустя три месяца семья и друзья Моны ещё не оправились от потери и как никогда уверены, что Эли замешана в этом деле. Полны решимости покончить с «А», обманщицы с головой окунаются в поиски улик. Но с уверяющей всех в своей невиновности и к тому же обладающей алиби Эли, девушкам возможно придётся прибегнуть к более хитрым уловкам, дабы свести её с пути. Тем временем Эмили и Пейдж оказались на распутье своих отношений, а Ария тревожится за своё будущее. |            | |                 |                                     |                 |                     |
| 110 | 15         | «Новичок» «Fresh Meat»                                                                                  | Зетна Фуэнтес   | Оливер Голдстик и Майя Голдсмит     | 13 января 2015  | 2,02                |
| Тоби теперь работает в полиции для того, чтобы помочь девушкам завершить игру «А» и покончить с Элисон и её тайнами. Он найдёт кое-что, что заставит его побывать в некой сложной ситуации, что будет связано с работой в участке и отношениями со Спенсер. Между тем Ария и Эмили пытаются контролировать угрозы «А», что может помешать их будущему, включая поступление в колледж. |            | |                 |                                     |                 |                     |
| 111 | 16         | «Признание поражения» «Over a Barrel»                                                                   | Майкл Гроссман  | Брайан Холдмен                      | 20 января 2015  | 1,72                |
| Ария, Спенсер и Ханна всё продолжают искать зацепки в тайнах Элисон чтобы доказать то, что она виновна в убийстве Бетани Янг, а Эмили пытается найти выход из ситуации, в которой Пейдж должна уехать из города в Калифорнию. Секреты трудно хранить в том случае, когда ты хранишь это от своей второй половинки. Спенсер и Калеб вместе пытаются найти ноутбук Моны, который после её смерти пропал, но для того, чтобы начать поиски, это должен одобрить новый полицейский — Тоби Кавано. Ханна хранит секрет своей матери в то время когда пастор Тед приносит им большие новости. Ария находит в себе мужество рассказать великую тайну Эзре. Между тем во время работы в кафе Эмили пытается справиться с раздражительностью, так как ей придётся отпустить свою девушку.                                                                                            |            | |                 |                                     |                 |                     |
| 112 | 17         | «Склад с сюрпризом» «The Bin of Sin»                                                                    | Трип Рид        | ДжоНелл Леннон                      | 27 января 2015  | 2,00                |
| «А» подставляет Ханну, но та не сдаётся без боя. Подозревая, что Элисон «А» на свободе и пытается обвинить её в убийстве Моны, Ханна не сидит сложа руки. Ей даже недостаточно продуманного Калебом и подругами плана по спасению. Взяв дело в свои руки, она выходит на бой в одиночку. Тем временем межличностные отношения проверяются на прочность, когда Ария приходит исповедоваться Эзре, а тёмные делишки Спенсер ставят Тоби в безвыходное положение на работе. |            | |                 |                                     |                 |                     |
| 113 | 18         | «О, какие истории о горькой судьбе, они все переданы мне» «Oh, What Hard Luck Stories They All Hand Me» | Джозеф Дагерти  | Джозеф Дагерти                      | 3 февраля 2015  | 1,80                |
| Ария, Эмили, Ханна и Спенсер прежде уже обжигались на прибывших в Роузвуд новых жителях, поэтому неудивительно, что эти четыре леди осторожничают, когда кто-то новый переходит им дорогу. Спенсер отдаляется от своего стража порядка, так как проводит всё больше времени с Джонни, а Эмили по-прежнему пытается выяснить кто такая Талия, поскольку она продолжает подмечать какие-то смешанные и странные сигналы от своей напарницы. Когда в городе объявляется подруга Моны Лесли, перед Ханной встаёт задача разузнать всю её подноготную и убедиться, действительно ли Лесли та, за кого себя выдаёт. Достаточно ли мудро поступают девчонки, что следят за всеми, или они вполне могли бы позволить себе немного расслабиться, не беспокоясь, что это очередная ловушка «А»? Между тем Ария обеспокоена недавним поведением Майка и возвращением Холбрука в город. |            | |                 |                                     |                 |                     |
| 114 | 19         | «Прочь из проклятого места» «Out, Damned Spot»                                                          | Нзинга Стюарт   | Лийя Бараш                          | 10 февраля 2015 | 1,77                |
| Школьники теперь настроены на серьёзное решение, так как вскоре им придётся выбрать колледж, и каждый из них чувствует давление, включая Арию, Ханну, Спенсер и Эмили. Ария настроена на улучшение своих баллов, она обратится к Эндрю за помощью с учёбой, в то время как Спенсер решает отдохнуть от школы, колледжей и всего, что не даёт ей покоя, помогая своему новому другу — Джонни, с его проектом. Ханна рада, что её приняли в колледж, но к сожалению, она узнаёт, что комитет отклонил её запрос на получение финансовой помощи. Из-за данной проблемы она обратится к своему отцу за помощью. Между тем Ария и её подруги обеспокоены из-за одного инцидента с Майком. |            | |                 |                                     |                 |                     |
| 115 | 20         | «Милая — это не главное» «Pretty Isn’t the Point»                                                       | Мелани Мейрон   | Оливер Голдстик и Франческа Роллинз | 17 февраля 2015 | 2,05                |
| Решив самостоятельно собрать деньги на колледж, Ханна записывается на местный конкурс красоты. Однако вскоре она убеждается, что просто милой мордашки недостаточно для главного приза. Ханна обращается к Эмили. Ария просит Эндрю помочь проследить за Майком, чьё чрезмерно подозрительное поведение наводит на ужасную мысль о связи со смертью Моны. Последующее открытие заставляет кровь стынуть в венах. Тем временем Спенсер помогает Джонни в чуть менее чем легальном приключении. |            | |                 |                                     |                 |                     |
| 116 | 21         | «Проклятье» «Bloody Hell»                                                                               | Арлин Санфорд   | Майя Голдсмит                       | 24 февраля 2015 | 1,58                |
| Вооружившись новой информацией о смерти Моны, девушки решительно направятся к Элисон. Но вот только одной из обманщиц эта информация может вылиться другим боком. Ария узнаёт что-то новое об отношениях Майка и Моны, что сможет разрушить её жизнь и отношения в семье Монтгомери. Девушки всё ещё ищут зацепки к «А», Ария пытается защитить брата. Между тем Спенсер отправится в Лондон для важного собеседования к поступлению в колледж, а Элисон обратится к тому, кто сможет снять с неё обвинения об убийстве. |            | |                 |                                     |                 |                     |
| 117 | 22         | «Оправдывать или нет» «To Plea or Not to Plea»                                                          | Артур Андерсон  | ДжоНелл Леннон                      | 3 марта 2015    | 1,49                |
| В то время как Спенсер Хастингс находится в Лондоне, Ария, Эмили и Ханна начинают искать зацепки, чтобы оправдать Элисон, не затрагивая Майка, так как из-за новой истории Эли, в полиции выяснилось, что одна из обманщиц была соучастницей. Помимо Эли, девушки пытаются спасти сами себя. |            | |                 |                                     |                 |                     |
| 118 | 23         | «Мелодия всё играется» «The Melody Lingers On»                                                          | Роджер Камбл    | Джозеф Дагерти                      | 10 марта 2015   | 1,74                |
| Осталось недолго до начала судебного дела по убийству Моны, за которое несёт ответственность Элисон. Между тем Спенсер, Эмили, Ария и Калеб ищут информацию, дабы освободить Ханну из тюрьмы. |            | |                 |                                     |                 |                     |
| 119 | 24         | «Я — хорошая девочка, хорошая» «I'm a Good Girl, I Am»                                                  | Оливер Голдстик | Оливер Голдстик и Майя Голдсмит     | 17 марта 2015   | 1,70                |
| Судебный процесс над Элисон идёт к логическому завершению, и развязка станет ещё более мрачной, когда прокурор вызовет нового свидетеля, который выставит в дурном свете не только Элисон, но и обманщиц и Майка. Доведённые до отчаяния в попытке найти какие-либо доказательства или свидетеля, чтобы спасти своих друзей, Ария, Эмили и Спенсер изо всех сил стараются найти кого-нибудь или что-нибудь, что может доказать невиновность Эли и положить конец этому кошмару. Тем временем Майк становится мишенью «А», когда, кажется, его собираются вызвать в качестве свидетеля. Эзра и Калеб имеют разные точки зрения на то, что следует делать в этой ситуации. |            | |                 |                                     |                 |                     |
| 120 | 25         | «Добро пожаловать в кукольный дом» «Welcome to the Dollhouse»                                           | Рон Лагомарсино | А. Марлин Кинг                      | 24 марта 2015   | 2,65                |
| «А» всегда нравилось играть с Арией, Ханной, Спенсер и Эмили. Но теперь специально для этих врушек «А» подготовил что-то особенное и невероятное — это большая игра. В эпизоде будут раскрыты шокирующие секреты, более того, у нас появится важная подсказка к разгадке «А». Будет ли это та встреча с «А», в которой девушки смогут победить? |            | |                 |                                     |                 |                     |

### Сезон 6 (2015—2016)
| № общий | № в сезоне | Название                                                             | Режиссёр          | Автор сценария                      | Дата премьеры   | Зрители в США (млн) |
| --- | ---------- | -------------------------------------------------------------------- | ----------------- | ----------------------------------- | --------------- | ------------------- |
| 121 | 1          | «Игра началась, Чарльз» «Game On, Charles»                           | Чад Лоу           | А. Марлин Кинг и Лийя Бараш         | 2 июня 2015     | 2,38                |
| Всё начнётся там же, где и закончилось: Ария, Ханна, Спенсер, Эмили и Мона снаружи кукольного домика, не знающие, куда ринуться дальше, и им придётся иметь дело с жестоким мучителем. Даже когда уже девочкам кажется, что хуже быть не может, игра Чарльза становится ещё более тёмной и сумасшедшей, но пазл его истории начинает понемногу складываться. Тем временем Эзра, Тоби и Калеб пытаются спасти девушек с помощью полиции или без оной. |            |                                                                      |                   |                                     |                 |                     |
| 122 | 2          | «Песни невинности» «Songs of Innocence»                              | Норман Бакли      | Джозеф Дагерти                      | 9 июня 2015     | 2,13                |
| Обманщицам удаётся избавиться от заключения в кукольном домике, но не от побочных эффектов пребывания в нём. Возможно, девочки и выбрались из Домика, но пребывание взаперти оставило на них свой след. Дома, в окружении обеспокоенных близких, обманщицы пытаются оправиться от пережитого, но пока безуспешно. Даже когда подозреваемый в преступлении Эндрю под арестом, Ария, Ханна, Спенсер и Эмили не могут почувствовать себя в безопасности. Тем временем Элисон приходится справляться с последствиями своей неосторожности в прошлом и дурной славой в Роузвуде. |            |                                                                      |                   |                                     |                 |                     |
| 123 | 3          | «Песни опыта» «Songs of Experience»                                  | Норман Бакли      | Джозеф Дагерти                      | 16 июня 2015    | 1,74                |
| Жизнь девушек перевернулась с ног на голову после того, как Чарльз запер их в кукольном домике, и теперь каждая из них находится в поисках улик, чтобы собрать головоломку воедино. Ария фокусируется на Эндрю, пытаясь понять какой он человек на самом деле, Эмили общается с новым другом. Как обычно, Спенсер находится на задании, находя ответы на свои вопросы по поводу Чарльза, Элисон и Джейсона. Ханна будет пытаться снова собрать девушек воедино и забыть то, что произошло в доме кукол. Элисон больше не ведёт себя так, как вела раньше. Новый друг пытается помочь ей найти себя. |            |                                                                      |                   |                                     |                 |                     |
| 124 | 4          | «Не смотри сейчас» «Don't Look Now»                                  | Арлин Санфорд     | ДжоНелл Леннон                      | 23 июня 2015    | 1,84                |
| После того, как отец солгал Элисон и Джейсону про Чарльза, он наконец рассказывает правду о связи семьи с молодым парнем. Пока что он не даёт много информации о прошлом Чарльза, говоря, что достаточно дать обманщицам подсказку где искать потерянные кусочки — в Рэдли. Сейчас, когда Рэдли закрыт, все файлы и документы отправлены на измельчение, девушки должны действовать быстро, прежде чем все следы из прошлого Чарльза исчезнут. Между тем чрезмерная защита Калеба начинает ущемлять Ханну, и Спенсер ищет средство от её проблем со сном. |            |                                                                      |                   |                                     |                 |                     |
| 125 | 5          | «Она не ангел» «She's No Angel»                                      | Майкл Гроссман    | Оливер Голдстик и Майя Голдсмит     | 30 июня 2015    | 1,80                |
| Мона возвращается в Роузвуд очень ранимой, так как она должна ответить на вопросы полиции по поводу инсценирования собственной смерти. Ситуация только ухудшается, когда она сталкивается лбами с сестрой Лесли по поводу беспечного вмешательства Лесли в план Моны. Ханна настроена помочь Моне не только убедить её в том, что она в безопасности от Эли, но так же попытается восстановить дружбу между Моной и Лесли. Эмили старается помочь Саре с её проблемами дома, воодушевив её открыть для себя возможность освободиться от проблем. Спенсер же находит помощь от кого-то из её прошлого. В это время Элисон сближается с Лоренцо, так как ищет поддержки вне семьи. |            |                                                                      |                   |                                     |                 |                     |
| 126 | 6          | «Камня на камне не осталось» «No Stone Unturned»                     | Чад Лоу           | Оливер Голдстик и Майя Голдсмит     | 14 июля 2015    | 1,70                |
| Все знаки указывают на то, что Лесли является мучителем в чёрной толстовке, и обманщицы нацелены найти конкретные доказательства перед тем как отнести свои находки в полицию. Но когда девушки усиливают своё расследование, угроз «А» становится все больше. В это время друг Эмили делает ей удивительное предложение, а Спенсер оказывается под давлением своей семьи касательно важного решения. |            |                                                                      |                   |                                     |                 |                     |
| 127 | 7          | «О, братишка, где твоя ловкость» «Oh Brother, Where Art Thou»        | Бетани Руни       | Лийя Бараш                          | 21 июля 2015    | 1,77                |
| Смешанные эмоции возникают в семье ДиЛаурентис, когда Чарльз заявляет, что он возвращается домой в свой день рождения. Кеннет ДиЛаурентис хочет как можно скорее выбраться из города, чтобы скрыть Эли и Джейсона от их брата, в то время как Джейсон видит в этом возможность наконец проверить все ранние детские воспоминания о «Чарли». У обманщиц тоже раскол: Спенсер и Ханна видят в этом наилучший шанс, чтобы поймать Чарльза, в то время как Эмили и Ария хотят оставаться так далеко от него, как это возможно. Воссоединится ли Джейсон со своим братом, или это просто ещё одна ловушка «А»? Между тем Мона избегает Майка, а Ханну ждёт совсем нежданный сюрприз. |            |                                                                      |                   |                                     |                 |                     |
| 128 | 8          | «Ложно обвиненнАя» «FrAmed»                                          | Ларри Рейбман     | Брайан М. Холдмен                   | 28 июля 2015    | 1,58                |
| После их последней стычки с Чарльзом напряжённость в Роузвуде высока как никогда. Важное для Арии событие в поиске работы в художественной галерее находится под угрозой срыва, так как Элла полна решимости держать её в безопасности дома. Ханна до сих пор чувствует себя неудобно по поводу неожиданной денежной стипендии и решает отдать её, даже если это погубит её шансы на обучение в колледже, который она выбрала. И в довершение, традиционный обряд средней школы, который девочки с нетерпением ждут, в опасности, так как администрация школы собирается запретить обманщицам посетить выпускной из-за проблем с безопасностью. Между тем чем больше Элисон узнаёт о своём брате, тем труднее она соотносит молодого мальчика-блондина, которого она видела на фотографиях и в своих воспоминаниях с образом убийцы. |            |                                                                      |                   |                                     |                 |                     |
| 129 | 9          | «Последний танец» «Last Dance»                                       | Дженис Кук        | Оливер Голдстик и Франческа Роллинз | 4 августа 2015  | 2,03                |
| В школе Роузвуда выпускной для всех, кроме Элисон, Арии, Эмили, Ханны и Спенсер, которым запретили приходить в связи с заботой о безопасности. Девочки считают, что это последняя капля унижения в их школьной карьере, мамы девочек стараются исправить ситуацию, предложив домашний выпускной в амбаре Спенсер. Сначала обманщицы сомневаются, но позже соглашаются. Но нельзя забывать, что у Чарльза свои планы сделать выпускной таким, чтобы они никогда его не забыли. Тем временем Вероника, Пэм, Эшли и Элла используют выпускной, чтобы пообщаться с девочками обо всём, что с ними произошло. |            |                                                                      |                   |                                     |                 |                     |
| 130 | 10         | «Игра окончена, Чарльз» «Game Over, Charles»                         | А. Марлин Кинг    | А. Марлин Кинг                      | 11 августа 2015 | 3,09                |
| Кто убил мать Тоби? Кто ударил Элисон камнем в ночь её исчезновения? Кто Красный Плащ? Кто убил Бэтани? Кто Чёрная Вуаль? Почему «А» охотился за обманщицами всё это время? После стольких лет мучений Элисон, Ария, Эмили, Ханна и Спенсер наконец-то встретятся лицом к лицу со своим мучителем и узнают историю о том, как и почему Чарльз стал «А». |            |                                                                      |                   |                                     |                 |                     |
| 131 | 11         | «В последнее время я думаю о Роузвуде» «Of Late I Think of Rosewood» | Рон Лагомарсино   | Джозеф Дагерти                      | 12 января 2016  | 2,25                |
| С тех пор, как мы последний раз видели девушек в Роузвуде, прошло пять лет. Они успели приспособиться к новой жизни без вечного ожидания очередного сообщения от «А». Может ли что-то заставить их вернуться в родной город, из которого они сбежали? |            |                                                                      |                   |                                     |                 |                     |
| 132 | 12         | «Паутина Шарлотты» «Charlotte’s Web»                                 | Джоанна Кернс     | Джонелл Леннон и Лийя Бараш         | 19 января 2016  | 1,66                |
| Обманщицы не могут понять, кто устроил за ними охоту, и им приходится на некоторое время задержаться в Роузвуде. Ария тайно покидает город. Эмили откровенно врёт о своей жизни в Калифорнии, а Элисон следит за своими друзьями. Спенсер, Эмили и Ханне трудно поверить в то, что им вновь придётся разгадывать секреты незнакомца. |            |                                                                      |                   |                                     |                 |                     |
| 133 | 13         | «Перчатки надеты» «The Gloves Are On»                                | Кимберли Маккалло | Майя Голдсмит                       | 26 января 2016  | 1,65                |
| Среди обманщиц настоящая паника из-за возвращения в Рэдли. Эмили расскажет девушкам о том, что произошло за те пять лет, которые они провели далеко друг от друга. |            |                                                                      |                   |                                     |                 |                     |
| 134 | 14         | «Новые люди, новая ложь» «New Guys, New Lies»                        | Зетна Фуэнтес     | Кайл Баун и Кейтланд Браун          | 2 февраля 2016  | 1,39                |
| Ханна принимает решение рассказать полиции Роузвуда о видеозаписях. Ария обращается за помощью к Эмили, ей необходимо знать, виновен ли Эзра. Спенсер и Калеб пытаются установить источник новой угрозы. |            |                                                                      |                   |                                     |                 |                     |
| 135 | 15         | «Не беспокоить» «Do Not Disturb»                                     | Мелани Мейрон     | Брайан Холдмен                      | 9 февраля 2016  | 1,22                |
| Сара Харви всё ещё в списке подозреваемых, обманщицам нужно найти дополнительные доказательства перед походом в полицию. Калеб придумал как одолеть нового хакера с помощью камер видеонаблюдения. Ария получает неожиданные известия от своей семьи, а Эли поддерживает Эмили в критический момент. |            |                                                                      |                   |                                     |                 |                     |
| 136 | 16         | «Там, где меня кто-то ждёт» «Where Somebody Waits for Me»            | Джозеф Дагерти    | Джозеф Дагерти                      | 16 февраля 2016 | 1,36                |
| Расследование убийства Шарлотты ДиЛаурентис продолжается, и некоторые подробности из личной жизни обманщиц начинают всплывать. Спенсер узнаёт о секрете, который хранит её мать, Ария признаётся Лиаму в любви к книге Эзры, а Эли признаётся в том, что они с Эллиотом не просто друзья. Мона уже поняла, кто из её друзей лжёт, а у Калеба, Ханны и Спенсер проблемы в новых отношениях. |            |                                                                      |                   |                                     |                 |                     |
| 137 | 17         | «У всех свои секреты» «We've All Got Baggage»                        | Паула Ханзикер    | Оливер Голдстик                     | 23 февраля 2016 | 1,27                |
| В деле об убийстве появляется новый подозреваемый. Эзра вернулся в Роузвуд, и Арии придётся рассказать ему правду о книге. Спенсер и Калеб столкнулись с проблемой утечки информации, которая может повлиять на ход выборов. Ханна взглянет на свою жизнь под другим углом после инцидента на работе. |            |                                                                      |                   |                                     |                 |                     |
| 138 | 18         | «После прочтения сжечь» «Burn This»                                  | Артур Андерсон    | Майя Голдсмит                       | 1 марта 2016    | 1,15                |
| Преследователь чуть не убил Эмили, и обманщицам приходится принять новую угрозу. Калеб пытается справиться с последствиями утечки информации, а Спенсер пробует его утешить и заставить рассказать правду. Эмили хочет выследить своего преследователя. Ария и Эзра постепенно продвигаются в деле написания книги. |            |                                                                      |                   |                                     |                 |                     |
| 139 | 19         | «Скучали?» «Did You Miss Me?»                                        | Роджер Камбл      | Джозеф Дагерти                      | 8 марта 2016    | 1,26                |
| Из-за опасности, нависшей над Элисон, обманщицы решают взять ситуацию под контроль. Ханна и Калеб намерены встретиться со своим мучителем. Эмили и Спенсер пытаются выяснить, имеет ли Мона отношение к убийству. Ария и Эзра пытаются работать над книгой, но всё идёт не так, как предполагалось. |            |                                                                      |                   |                                     |                 |                     |
| 140 | 20         | «Тише, тише, милые обманщицы» «Hush, Hush, Sweet Liars»              | Рон Лагомарсино   | А. Марлин Кинг                      | 15 марта 2016   | 1,19                |
| Обманщицы совершают отчаянную попытку раскрыть личность «Большого А» и используют Ханну в качестве приманки. На карту поставлено слишком многое, жертвы неизбежны. |            |                                                                      |                   |                                     |                 |                     |

### Сезон 7 (2016—2017)
| № общий | № в сезоне | Название                                                                    | Режиссёр                | Автор сценария                                                                      | Дата премьеры   | Зрители в США (млн) |
| --- | ---------- | --------------------------------------------------------------------------- | ----------------------- | ----------------------------------------------------------------------------------- | --------------- | ------------------- |
| 141 | 1          | «Тик-так, сучки» «Tick-Tock, Bitches»                                       | Рон Лагомарсино         | А. Марлин Кинг                                                                      | 21 июня 2016    | 1,43                |
| После шокирующего похищения Ханны «Большим А» началась отчаянная гонка на выживание одной из них. И единственный способ сделать это – передача доказательств истинного убийцы Шарлотты. И для того чтобы сделать это, девочки должны сделать то, что никогда не делали ранее; и как только они сделают это — уже нет пути назад. |            |                                                                             |                         |                                                                                     |                 |                     |
| 142 | 2          | «Сумасшедший дом» «Bedlam»                                                  | Тауния Маккирнан        | Джозеф Дагерти                                                                      | 28 июня 2016    | 1,24                |
| Похищение Ханны всё ещё тяжело висит на обманщицах, они начинают думать, что Эллиот Роллинс подозрительный, после того как состояние Эли ухудшается. Напряжение растёт между Арией, Лиамом и Эзрой, когда они все вместе работают над книгой. Спенсер и Калеб на краю, потому что никто из них не хочет разговаривать из-за некой ситуации, произошедшей в комнате. В то время Эмили получает беспокойный телефонный звонок и пытается найти способ увидеть Эли.                                                             |            |                                                                             |                         |                                                                                     |                 |                     |
| 143 | 3          | «Талантливый мистер Роллинс» «The Talented Mr. Rollins»                     | Зетна Фуэнтес           | ДжоНелл Леннон                                                                      | 5 июля 2016     | 1,12                |
| Всё ещё не пришедшие в себя после похищения Ханны обманщицы должны сконцентрироваться на ещё одной проблеме. Они должны защищать Элисон от угроз «А». Более того, появляется шанс вытащить её из клиники. Однако после этого они совершают ужасную ошибку, которая изменит всё. |            |                                                                             |                         |                                                                                     |                 |                     |
| 144 | 4          | «Бей и беги, беги, беги» «Hit and Run, Run, Run»                            | Майкл Гои               | Майя Голдсмит                                                                       | 12 июля 2016    | 1,26                |
| После совершения самой большой ошибки в их жизни девушки сталкиваются с последствиями. Обманщицы пытаются скрыть следы своей ошибки и взамен покончить с врагами, оставив их в тени надолго. Поцелуй Ханны и Калеба всё ещё не оставляет в покое Спенсер, из-за чего она начинает сожалеть о многих вещах. Мона же придумывает новый запасной план. |            |                                                                             |                         |                                                                                     |                 |                     |
| 145 | 5          | «А вот и Мэри» «Along Comes Mary»                                           | Норман Бакли            | Брайан М. Холдмен                                                                   | 19 июля 2016    | 1,17                |
| Дженна возвращается в Роузвуд и начинает общаться с одним из врагов обманщиц, что делает её подозреваемым номер один в личности «А.Д.». Эли может покинуть психиатрическую больницу только в том случае, если она останется на попечении у одного из родственников. И этим опекуном становится Мэри Дрейк. Спенсер требуется помощь Ханны, чтобы найти Калеба, который пропал без вести. Эмили и Ария находят секретные апартаменты, которые, как они думают, приведут их к ответам.                                         |            |                                                                             |                         |                                                                                     |                 |                     |
| 146 | 6          | «Разыскивается: живым или мёртвым» «Wanted: Dead or Alive»                  | Бетани Руни             | Лийя Бараш                                                                          | 2 августа 2016  | 1,10                |
| Полиция Роузвуда начинает расследовать дело, связанное с убийством Эллиота Роллинса и причастности к нему обманщиц. Ханна не может определиться, рассказывать или нет копам правду, в то время как у Эзры начинается череда непонятных отношений. Дженна раскрывается с другой стороны и знакомит телезрителей ещё с одним человеком, который с ней заодно. Эли понимает, что обманщицы сдали её как убийцу Шарлотты, чтобы выпустить Ханну на свободу. Тем временем, кто-то умрёт из-за того, что играл не в той команде.   |            |                                                                             |                         |                                                                                     |                 |                     |
| 147 | 7          | «Оригинальные ГАнгстеры» «Original G'A'ngsters»                             | Мелани Мейрон           | Кейтлэнд Браун                                                                      | 9 августа 2016  | 1,16                |
| Как раз тогда, когда обманщицы подумали, что хуже быть не может, кто-то стал запугивать их раскрытием убийства. Имея дело с последствиями недавнего убийства в Роузвуде, «А.Д.» шантажирует обманщиц. Они убили Эллиота, и она планирует рассказать правду, повесив ещё и новое убийство на них. Джейсон возвращается в Роузвуд и встречает свою тётушку Мэри Дрейк впервые. Эли, Дженна и Тоби отправляются проверить, не прячет ли Арчер Данхилл что-то в Балтиморе. Эли и Джейсон посетили неловкий семейный обед с Мэри. |            |                                                                             |                         |                                                                                     |                 |                     |
| 148 | 8          | «Бывшие и неожиданные повороты» «Exes and OMGs»                             | Кимберли МакКалло       | Чарли Крэйг                                                                         | 16 августа 2016 | 1,11                |
| В Роузвуд неожиданно возвращается бывшая подружка Эмили. Ханна наносит визит миссис Гранвальд, и над обманщицами нависает новая угроза. Эмили устраивается на работу и узнаёт, что теперь её коллегой будет бывшая. Девочкам удаётся разыскать доктора, который принимал роды у Мэри. |            |                                                                             |                         |                                                                                     |                 |                     |
| 149 | 9          | «Гнев Кана» «The Wrath of Kahn»                                             | Чад Лоу                 | ДжоНелл Леннон                                                                      | 23 августа 2016 | 1,09                |
| Ханна пытается раскрыть убийство в Роузвуде, находясь под прикрытием, а Эмили и Пэйдж отправляются на свидание, что серьёзно осложняет и без того натянутые отношения между Эли и Эмили. Становится известно о том, что связывает Ноэля и Дженну. Эли раскрывает свою тайну… |            |                                                                             |                         |                                                                                     |                 |                     |
| 150 | 10         | «МрАчнейший рыцарь» «The DArkest Knight»                                    | Арлин Санфорд           | А. Марлин Кинг и Майя Голдсмит                                                      | 30 августа 2016 | 1,33                |
| Обманщицы выясняют, что на самом деле произошло в ночь убийства Шарлотты. Эли откровенно рассказывает о прошлом, а Спенсер и Ханна устанавливают связь между Дженной и «Uber A». Девушки решают вернуться в кукольный домик, чтобы изменить правила игры и нанести неожиданный удар, а в скором времени в Роузвуде произойдёт очередное убийство. |            |                                                                             |                         |                                                                                     |                 |                     |
| 151 | 11         | «Время игры» «Playtime»                                                     | Чад Лоу                 | Аллисон Нельсон и Джозеф Дагерти                                                    | 18 апреля 2017  | 1,33                |
| Ария и Эзра сталкиваются с последствиями присутствия в жизни Эзры Николь. Спенсер оправилась после пережитого и пытается принять новость о том, что Мэри Дрейк её настоящая мать. Элисон помогает Эмили, а Ханна и Калеб решают куда им двигаться дальше. |            |                                                                             |                         |                                                                                     |                 |                     |
| 152 | 12         | «Эти ботинки созданы для преследования» «These Boots Are Made for Stalking» | Рон Лагомарсино         | Оливер Голдстик                                                                     | 25 апреля 2017  | 0,92                |
| Эмили предстоит столкнуться лицом к лицу с новой версией Эли — Эддисон. Спенсер вступает в противостояние с собственной матерью из-за семейных секретов, а Ария рассказывает Холдену об отношениях с Эзрой. В город возвращается Дженна. |            |                                                                             |                         |                                                                                     |                 |                     |
| 153 | 13         | «Держи свой кусок» «Hold Your Piece»                                        | Марта Каннингэм         | Брайан М. Холдмен                                                                   | 2 мая 2017      | 0,86                |
| Ханна верит в то, что именно на Дженне лежит ответственность за недавнюю неудачу, и решает всё рассказать Калебу. Ария и Эмили пытаются выяснить у Сидни все. Тем временем Спенсер сближается с детективом Фьюри. Следующий шаг Ханны может привести к шокирующим последствиям. |            |                                                                             |                         |                                                                                     |                 |                     |
| 154 | 14         | «Игры власти» «Power Play»                                                  | Роджер Камбл            | Лийя Бараш                                                                          | 9 мая 2017      | 0,91                |
| Элисон нужно принять важное решение, которое повлияет не только на её будущее. Спенсер предстоит сложный разговор с отцом, а Эмили продолжает работать в школе с Элисон и Пейдж. Ария переживает из-за насмешек со стороны «А.Д.», а Спенсер и Ханна узнают шокирующий секрет. |            |                                                                             |                         |                                                                                     |                 |                     |
| 155 | 15         | «Глаз, который смотрит прямо в сердце» «In the Eye Abides the Heart»        | Тройэн Эвери Беллисарио | Джозеф Дагерти                                                                      | 23 мая 2017     | 0,85                |
| Ради защиты обманщиц Ария переходит на тёмную сторону. Эмили расстроена из-за того, что Пейдж решила покинуть свою работу в школе Роузвуда. В команде «А.Д.» Ария получает задание, которое не понравится её подругам. Спенсер и Мона выясняют новые подробности о Шарлотте и Мэри Дрейк. |            |                                                                             |                         |                                                                                     |                 |                     |
| 156 | 16         | «Перчатка, качающая колыбель» «The Glove That Rocks the Cradle»             | Пола Ханзикер           | Майя Голдсмит                                                                       | 30 мая 2017     | 0,90                |
| Детектив Фьюри всё ближе к раскрытию преступления, и обманщицам приходится прикладывать дополнительные усилия для обеспечения собственной безопасности. Ханна получает дополнительные доказательства связи Лукаса с «А.Д.», но не хочет верить в них. Обманщицы понимают, откуда взялась идея игры, участниками которой они являются. |            |                                                                             |                         |                                                                                     |                 |                     |
| 157 | 17         | «Мисс Сумасшедшая» «Driving Miss Crazy»                                     | Оливер Голдстик         | Оливер Голдстик и Франческа Роллинз                                                 | 6 июня 2017     | 0,97                |
| Мона меняет правила игры, и Эмили приходится с ней объединиться ради расследования. В Роузвуд возвращается Эшли, чтобы проконтролировать Ханну, однако её ждут шокирующие новости. Семье Спенсер удаётся оправиться после очередного инцидента, а Эзра боится потерять Арию. |            |                                                                             |                         |                                                                                     |                 |                     |
| 158 | 18         | «Выбирай или проиграешь» «Choose or Lose»                                   | Норман Бакли            | Чарли Крэйг                                                                         | 13 июня 2017    | 0,96                |
| Полиция Роузвуда заставляет обманщиц совершать ошибки. «А.Д.» собирается окончательно рассорить обманщиц. До катастрофы остаются считанные дни, а в Роузвуд возвращается Тоби. В то же время Ария совершает открытие, которое может в корне изменить сложившуюся ситуацию. |            |                                                                             |                         |                                                                                     |                 |                     |
| 159 | 19         | «Прощай, мой милый» «Farewell, My Lovely»                                   | Джозеф Дагерти          | Джозеф Дагерти                                                                      | 20 июня 2017    | 0,83                |
| Обманщицы уверены в том, что им удалось установить настоящую личность «А.Д.», и они готовы нанести свой удар. Спенсер, Ханна и Калеб открывают правду о смерти Шарлотты, а Мэри Дрейк возвращается с особым подарком для Элисон и Спенсер. |            |                                                                             |                         |                                                                                     |                 |                     |
| 160 | 20         | «Долго и счАстливо, пока смерть не рАзлучит нас» «Till DeAth Do Us PArt»    | А. Марлин Кинг          | Сценарий: А. Марлин Кинг и Кайл Баун Телепостановка: А. Марлин Кинг и Майя Голдсмит | 27 июня 2017    | 1,41                |
| В 7 сезоне 20 серии сериала "Милые обманщицы" главные героини наконец узнают, кто преследовал их всё это время, кто отравлял их жизнь. Ответы на вопросы, которые неоднократно задавались, скоро прозвучат… или нет… Ария старается найти общий язык с возлюбленным, пока Ханна и Калеб ищут новые способы обрести счастье. |            |                                                                             |                         |                                                                                     |                 |                     |